# 上海道路命名

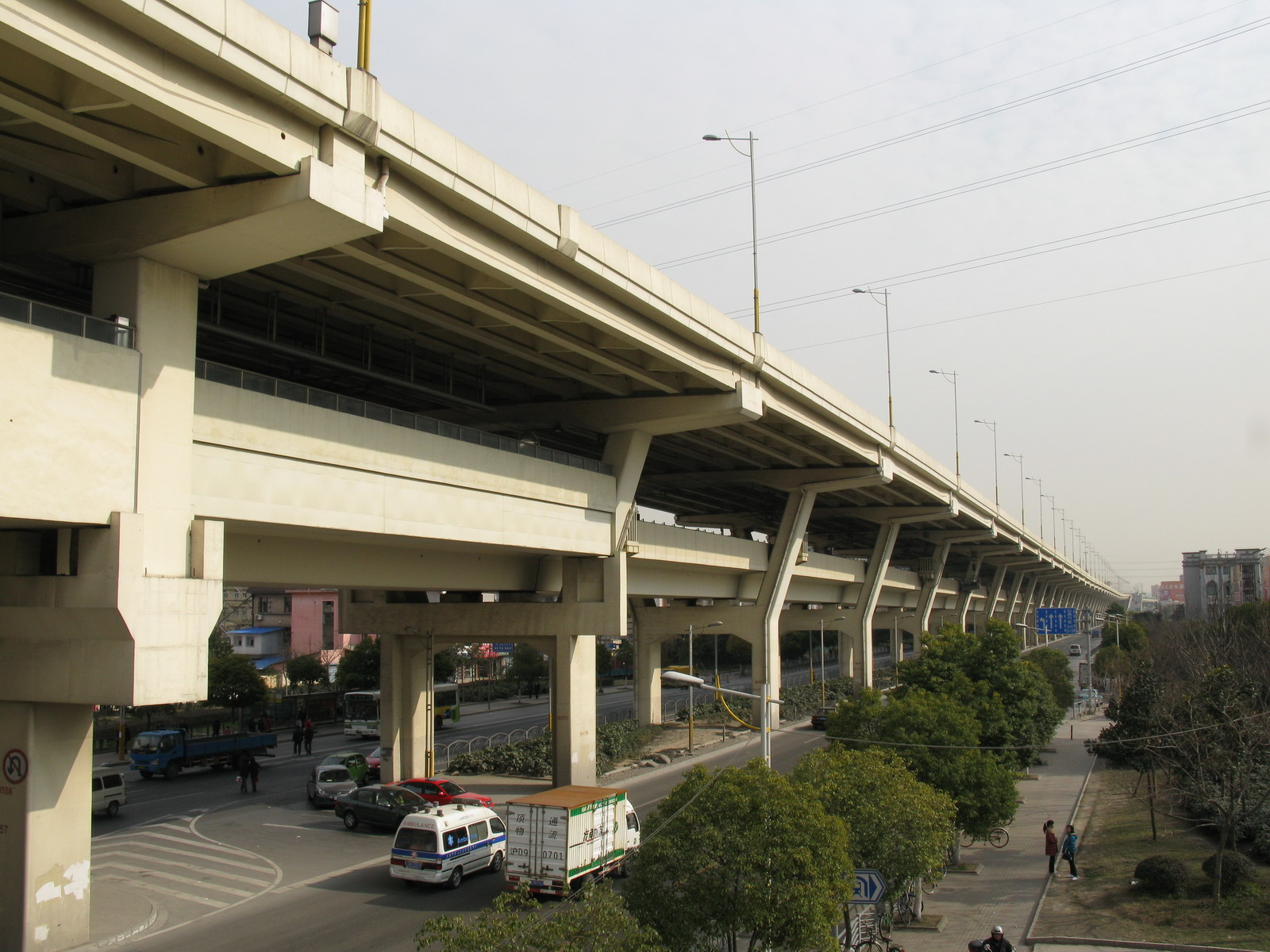
上海的道路既包括路面上的道路，也包括空中的高架路

上海道路命名指的是对上海陆上道路的命名。这些陆上道路指的是给行人步行或给机动车、非机动车行驶的道路，但不包括给大型列车行驶的轨道。这些道路不仅包括那些紧贴地面的普通路，也包括那些位于空中的高架路，还包括那些有部分路段穿越了地下隧道或地上隧道，或通过桥梁而跨越了水面、地面的路。上海道路的命名一般含有两个部分，即：本名＋道路类型（即“通名”）。如“南京路”，由“南京”（本名）＋“路”（路型）构成，或“世纪大道”，由“世纪”（本名）＋“大道”（路型）构成。但是如果细分的话，上海的路名可以多达五个部分，即：前缀＋本名＋方位＋数字＋路型。如松江区的中山路“松江·中山中路”，由“松江”（前缀）＋“中山”（本名）＋“中”（方位）＋“路”（路型）构成，再比如高行镇的复兴路“高行村复兴路”，由“高行村”（前缀）＋“复兴”（本名）＋“路”（路型）构成，再比如市区的中山路“中山北一路”，由“中山”（本名）＋“北”（方位）＋“一”（数字）＋“路”（路名）构成。方位词也有可能在本名前面，如“东宝兴路”与“西宝兴路”。一些路名还有着一些特殊的形容词，比如“新”“老”，如“老沪太路”等，而“共和新路”一名中，“新”字则被嵌在了中间部分。
上海道路的名字随着时代而变迁，影响其变化的重要因素主要有三点，一是“古今更迭”，古代的命名法变为了现今的命名法，许多古代的路名早已不在，甚至许多古代的道路也早已不见了；二是“交通发展”，随着上海交通的发展，上海出现了越来越多的道路，这些新路也被冠以了各自的名字，当然，也有一些道路及其路名在交通发展中消失了；三是“政权更迭”，当上海的政权更迭之后，为了消除之前政权的影响或者突出当今政权的特色，上海的一些道路被重新命名，这一现象主要是在20世纪的几个阶段，截止今日上海外环以内约七成的道路为光复后由国民政府从新命名，其余三成为中華人民共和國建立后由上海人民政府新辟的道路或鉴于政治考量更改的路名。
上海道路的命名按时期划分可以主要分为：古代、租界时期、晚清、辛亥革命后和平建设时期、中国抗日战争时期、第二次国共内战时期，及中華人民共和國建立后。从租界时期到中華人民共和國建立之前，上海道路的命名有着鲜明的上海独有的特色，而中華人民共和國建立之后，上海道路的命名既受到整个中国一些总体的命名法的影响，同时上海道路的命名法也在建国后影响了其他城市的命名。

## 道路类型及路段
- 路：上海大多数的道路都简单地叫“路”。上海的“路”一般都是允许机动车行驶的，不过有些路对于机动车可能是单行道，这在上海市区最为常见。
  - 马路：“马路”是一个口语词语，它在今天的书面语中已经很少用到，如黄浦区外马路。“马路”的来源有两个说法，一个说法认为是“马卡丹路”的简称。马卡丹（英语：John Loudon McAdam）是英国的筑路工程师，由他设计的那种道路被叫作“马卡丹路”。另一个更普遍的说法就是“马路”是马跑的路。尤其是在上海，传统上认为在租界时期，在沪外国人为了娱乐，在上海修建了跑马场，下午在跑马场骑马，上海的“马路”一名由此而来。不过，这几种说法其实并不冲突，无论是马走的路，还是马卡丹设计的路，都可以叫“马路”。
- 支路：支路是从一条主路上分出去的路。如“沪太支路”从“沪太路”分出。
- 环路：环路是环状的道路。有些环路是闭合的一个环，如陆家嘴环路，有些则没有闭合，未形成一个完整的环，如体育场环路。环路横向的部分，其路牌上会标注出“东”“西”，而纵向的部分，则标注的是“南”“北”。上海市区的“中山路”也是一条未封闭的环路，它由中山东一路（“外滩”）、中山东二路（原称“法兰西外滩”）、中山南路、中山南一路、中山南二路、中山西路、中山北路、中山北一路、中山北二路组成。
- 公路：公路是指市区以外的行车道路。随着城镇化推进，一些公路部分更名。如浦东新区“沪南公路”的一部分更名为“沪南路”。“曹安公路”的一部分更名为“曹安路”，二者以嘉定、普陀两区为界。但是，道路一般不随撤镇设街同步更改。今天浦东新区沪南公路及嘉定区曹安公路通过的很多地区，其实已经属于市区。
- 街：街是指两边有房屋的、较宽的道路。“街”也可以行车。
  - 步行街：步行街一般只能用来步行，机动车一般不能在上面行驶。
- 巷：“巷”是两边有房屋的、较窄的道路，即小型的“街”。巷一般难以行驶机动车。
- 弄：“弄”是“弄堂”的简称。“弄”就是“巷”。这是一个上海方言词语。如今在居民区各个楼房之间的小型道路，大多依然被叫作“弄”。
- 坊：“坊”既可以指城市中的街巷，也可以指城市中的一个片区。这是一个古汉语词语。

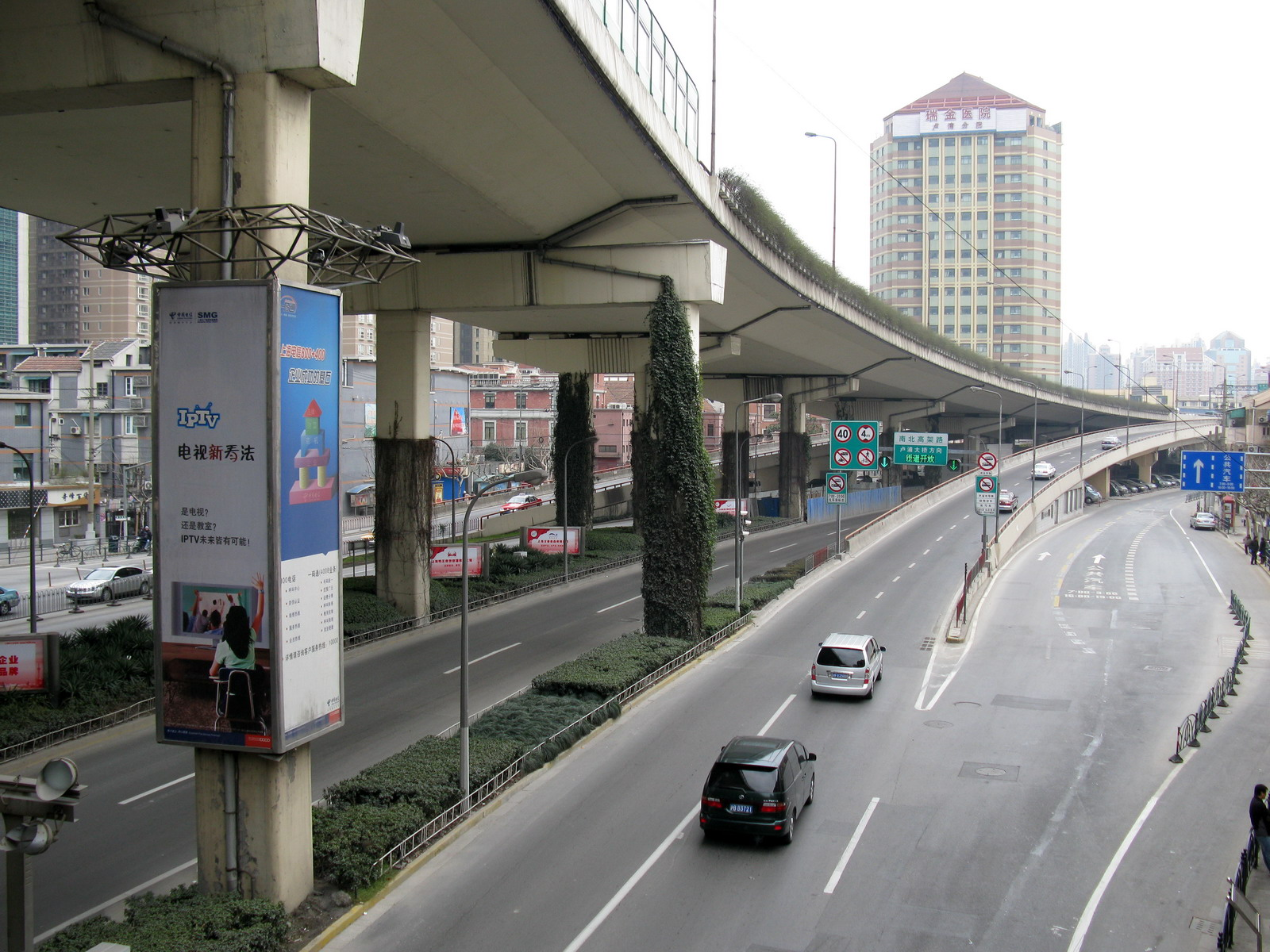
南北高架的上匝道

一些结构复杂的道路还可以分为“主路”“辅路”“匝道”等部分。“主路”就是道路的主体，“辅路”则是辅助进出主道的道路，而“匝道”也是用来出入主道的，多为弧形甚至圆形，并且在水平面上上升或下降。“匝道”是它所连接的“主道”的附属接驳路段。匝道还分为进口匝道、出口匝道、上匝道、下匝道等。进入主道的匝道即进口匝道，从主道出去的则为出口匝道，从水平面往上升的匝道为上匝道，从水平面往下降的则为下匝道。这些道路部分根据其所在道路名称而被叫作“××路主路”“××路辅路”“××路××地区（进口、出口、上、下）匝道”等。如“延安高架外滩下匝道”“南北高架北向南北京西路上匝道”“沪金高速往金山方向春申路进口匝道”“沪昆高速往昆明方向松江出口匝道”。
一条道路也可以分为多个“路段”。表示路段可以简单地用该路的两个门牌编号来表示，如“中山北路1号至2000号”等。对于高速公路，也可以用它上面标注的里程数来为它分段。“路段”甚至还可以用方位词来表示，如“延安高架西段”“延安高架中段”“延安高架东段”。更为规范的表示法是用该路所经的其他路，或该路的出入口，或其所在地区表示。比如南京东路和福州路都与河南中路垂直相交，那么河南中路被这两条路所夹的路段可以被称作“河南中路（南京东路–福州路）”。再比如延安高架路南侧上有虹许路上匝道和娄山关路上匝道，那么这两个入口之间的路段可以叫作“延安高架南侧虹许路–娄山关路”。再比如沈海高速从沈阳到海口经过了上海，那么它在上海境内的那一段可以被叫作“沈海高速（上海段）”。
上海市内的一些重要的道路组，可以被叫作“主干道”。如：“延安西路-延安东路主干道”，或者称“延安路主干道”，或者更简单地称“中横”（上海“三纵三横”主干道中的居中的横向主干道）。它从延安西路经延安中路到延安东路。
一些地面道路加上高架路、隧道、桥梁等的组合，形成的大型道路组，被称作“通道”。上海的通道有“北横通道”、“东西通道”、“南横通道”。三条通道都是横向的，并且都还在规划建设中。“南横通道”计划由漕宝路等地面道路与龙耀路隧道构成。

## 道路类型前的方位与数字
一条路可能会被按照方位划分为两三段，如西藏北路、西藏中路、西藏南路，或南京东路、南京西路。位于中间的道路不一定会有“中”字，如九亭镇的沪亭北路、沪亭路、沪亭南路。

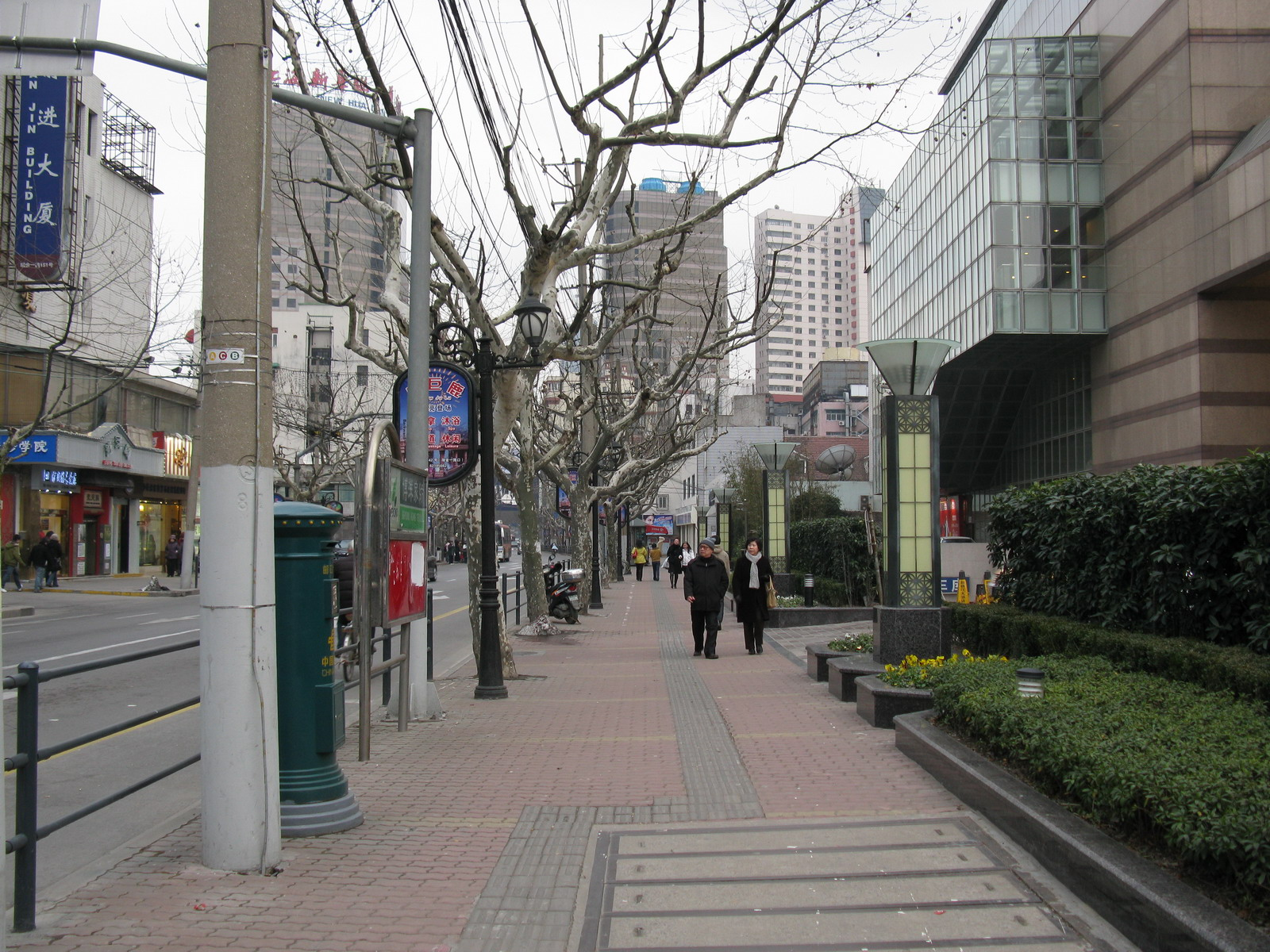
瑞金一路

一条路也可以被按照数字划分为若干段，如瑞金一路、瑞金二路。然而按这种格式命名的道路并不一定是相连的若干段，它们也可能是平行、交叉的关系等。如广灵一路与广灵二路和广灵四路垂直相交，而广灵二路与广灵四路相互平行。
值得注意的两点是之一，连在一起两条路，可能有着完全无关的名字，如闵行区的水清路与新镇路是连着的（被顾戴路分割），漕宝路与沪松公路是连着的（被七莘路分割）。另一点是，在上海，被冠以“东西南北”的道路并不一定完全是东西向或南北向的。由于地理原因，上海的道路可能会随着地势而偏转。因此，上海的“南北路”不一定是完全的南北向，“东西路”也不一定是完全的东西向。在松江区，“荣乐东路”的一段基本上与东西向偏转了45度。这样的大幅度偏转的道路不只有荣乐东路，然后在规划上，路牌上标明方向的词语仍然是“东（E）”“西（W）”“南（S）”“北（N）”，而不使用“东南（SE）”“西南（SW）”“东北（NE）”“西北（NW）”。然而在浦东新区金桥镇张桥地区，倾斜角在45度左右的道路会使用“东南（SE）”“西南（SW）”“东北（NE）”“西北（NW）”的标识。

## 古代
在古代，上海以农业、手工业和商业为主，大型道路不是很多，被保留下来的上海古路名主要是街巷的名字。在今天的郊区或市区的古城区内，可以找到一些古路名遗留的痕迹。

### 秦朝

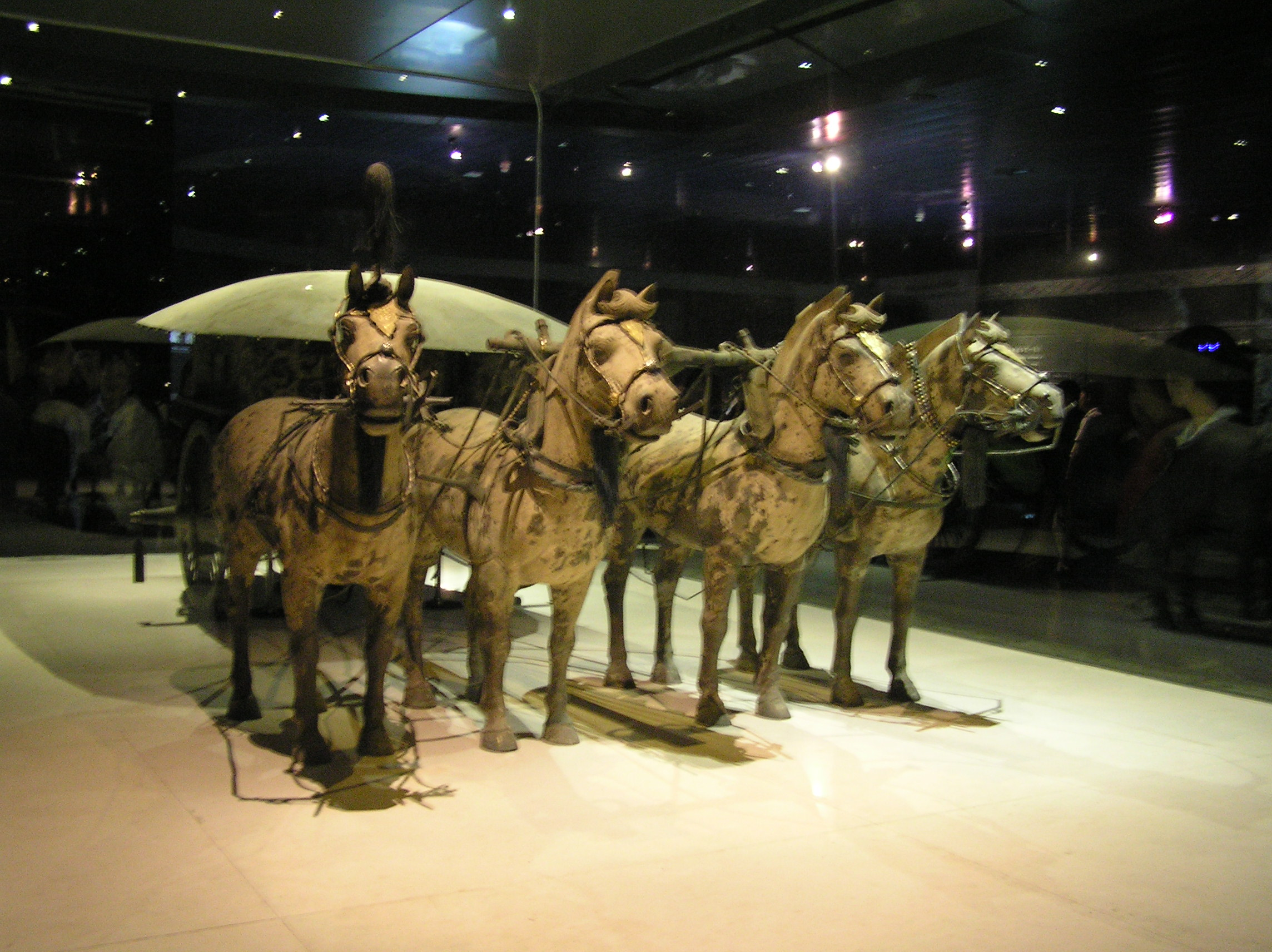
秦代马车塑像

秦始皇在位时，曾在全国各地大量修建驰道，实现“车同轨”，保证军政命令的传递畅通和促进经济交流等。秦代驰道以咸阳为中心辐射，并南达吴、楚。秦代驰道一直延伸到了今日的上海境内，并且传说认为，秦始皇在上海境内筑道，是为了观海。秦皇驰道经过了今日的嘉定、松江、闵行、奉贤、金山等区。
在闵行区，有一条叫作“秦皇道”的历史道路。它位于原闵行镇西，即今沪闵路南段东侧。另外，闵行区的七莘路也被认为是“秦皇驰道”。这条路连接了七宝镇与莘庄镇，曾经是一条土路，名叫“官道”，在古代被叫作“秦皇驰道”。另一条叫作“秦始皇辇道”的道路被认为在金山区张堰镇秦山村境内。嘉庆《松江府志》也引用了一些文献，显示了松江区也有“秦皇驰道”。嘉庆《松江府志》发现顾炎武虽然也说“秦皇驰道”就是“古浦塘”的岸，但是这里和吴城之间隔了一个小湖，不能通到吴城。所以《松江府志》怀疑可能在修筑秦皇驰道时，当时的由拳县还没有塌陷为一个谷地。

### 宋朝至清朝

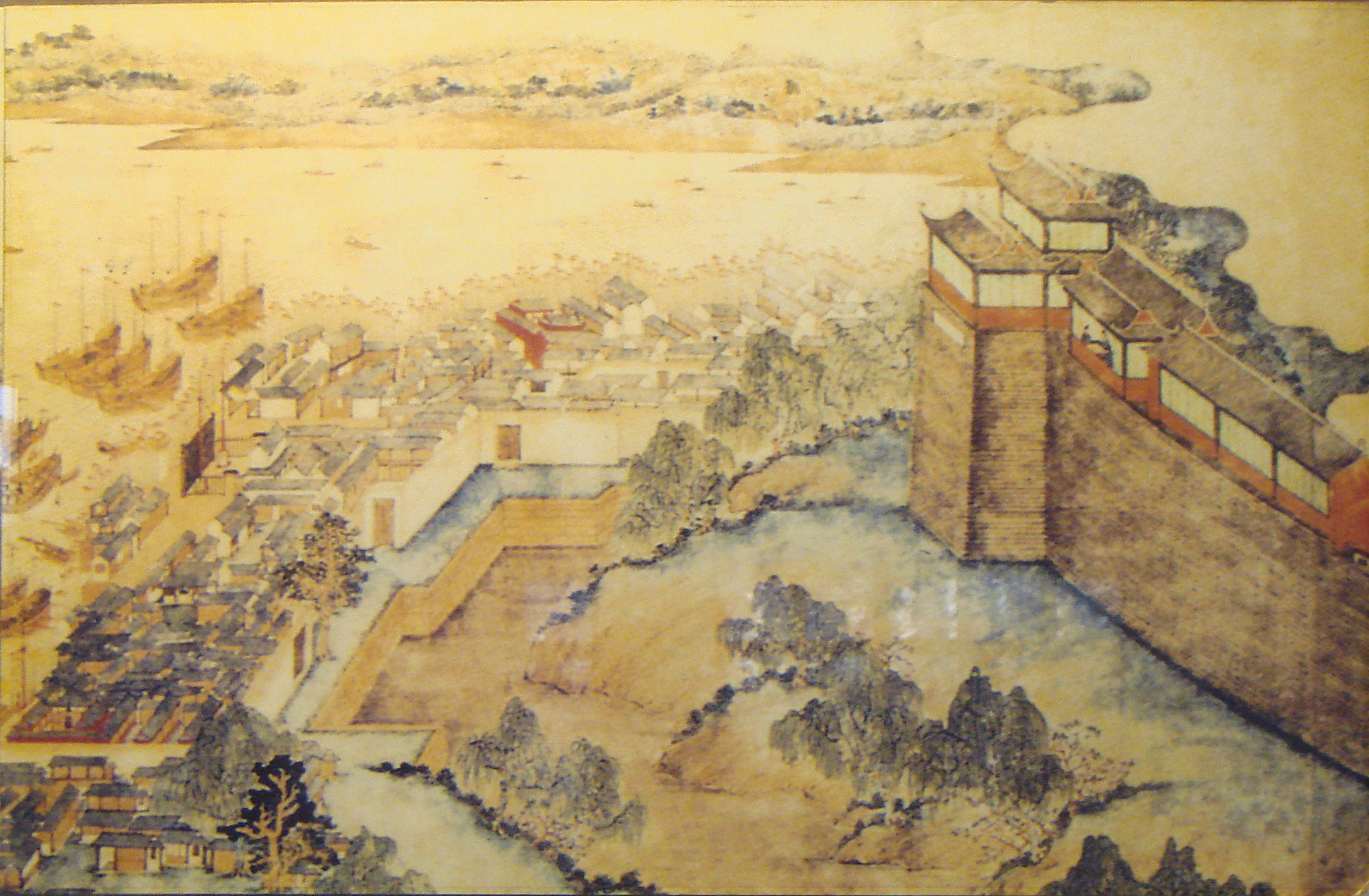
明代上海县城

上海市中心在宋朝时迈向繁荣，并在元朝时被立县，之后随着经济的发展而更加繁荣。上海市中心（老城厢）的街巷也随之越来越多，在清康熙年间达到25条，在嘉庆年间达到63条，而到了鸦片战争前夕，则已有上百条。

- 宋代诗人梅尧臣《青龙杂志》记载，青龙镇（今青浦区境内）有二十二桥、三十六坊，还有“三亭、七塔、十三寺，烟火万家”，时人誉称“小杭州”。
- 宋咸淳年间《受福亭记》提到的路名有拱辰坊、福惠坊、文昌坊、致民坊。
- 宋末有王医马弄。[17]
- 元至元年间有梁基路。
- 明洪武年间有南肇嘉坊、北永安坊、北联桂坊、宝华坊、东登津坊、南阜民坊、宣化坊、崇礼坊、泽民坊、集庆坊、敷教坊、澄清坊、迎恩坊、明通坊、公溥坊。
- 明《弘治上海县志·坊巷》提到的有新衙巷、新路巷、薛巷、康衢巷、梅家巷。
- 明《嘉靖上海县志》提到的有观澜亭巷、宋家湾、马园弄、姚家弄、卜家弄，另外嘉靖年间还有一条吾园弄。[17]据《嘉靖上海县志》记载，当时上海县县治的街坊已经多达61个，形成了纵横交错的道路网。
- 明万历年间有瞿家湾。
- 明崇祯《历年记》提到的有馆驿街。
- 明中晚期还有大夫坊、五里桥路。[18]
- 清康熙年间有县基路、县后街、馆驿街、三牌坊、一粟街。
- 清乾隆年间有竹素堂街、药局弄。[17]
- 清嘉庆年间有四牌楼街、天官坊街、穿心街、黄家弄、俞家弄、梅家弄、赵家巷、唐家巷、杜家湾。

清康熙年间以后，社会发展日益繁荣，在城隍庙一带，随着手工业与商业的发展，此地出现了许多带有行业特色的路名，包括香雪街、百翎路、洋行街、豆市街、花衣街、青果巷、篾竹街、猪作弄、钩玉弄、汤罐弄、芦席街、糖坊弄、火腿弄、硝皮弄、面筋弄、筷竹弄、洗帚弄、引线弄等。宋末的王医马弄也在此地。从它们的名字就能看出那条街巷的行业，比如洋行街经营外地特产，篾竹街经营竹篮加工，猪作弄前身是“杀猪弄”，后来一度改名为“萨珠弄”，钩玉弄则是“狗肉弄”。
在闵行区，除了“秦皇道”外，还有蒋家弄、杨家巷、天字号（华坪路东南段）、韭菜街（闵行老街东南段）等古代路名。

### 命名特色
在古代，很多道路并没有正式的路名，一些道路甚至就简单地被叫作“南街”“北街”。这样的道路有一些被保留至今，并且为了与其他道路区分，而被加上了区域前缀，如颛桥镇的古老的北街现今正式名叫“颛桥·北街”。
上海古代道路的命名主要是以下几种：
- 根据当地事物命名。如“御桥路”和“榆树头路”等，分别以桥或树命名。
- 根据方位命名。在传统的农耕社会，农田一般是阡陌相交的，之后在农田的基础上出现民居，又在民居的基础上出现商铺，商铺间的道路即为“街巷”。这些街巷常简单地按方位被叫作“东街”“西街”“南街”“北街”。除了颛桥的南街与北街，七宝镇也有“南大街”“北大街”等。
- 根据姓氏命名。如姚家弄、卜家弄等。这是由当地家族的影响而成的。
- 根据相关行业命名。如篾竹街、猪作弄、钩玉弄，也包括以政府机构命名的，如县基路、县后街、馆驿街。
- 其他一些名字。这些名字一般有着古雅的特色，如拱辰坊、福惠坊、迎恩坊、明通坊等。

## 租界时期

### 初期

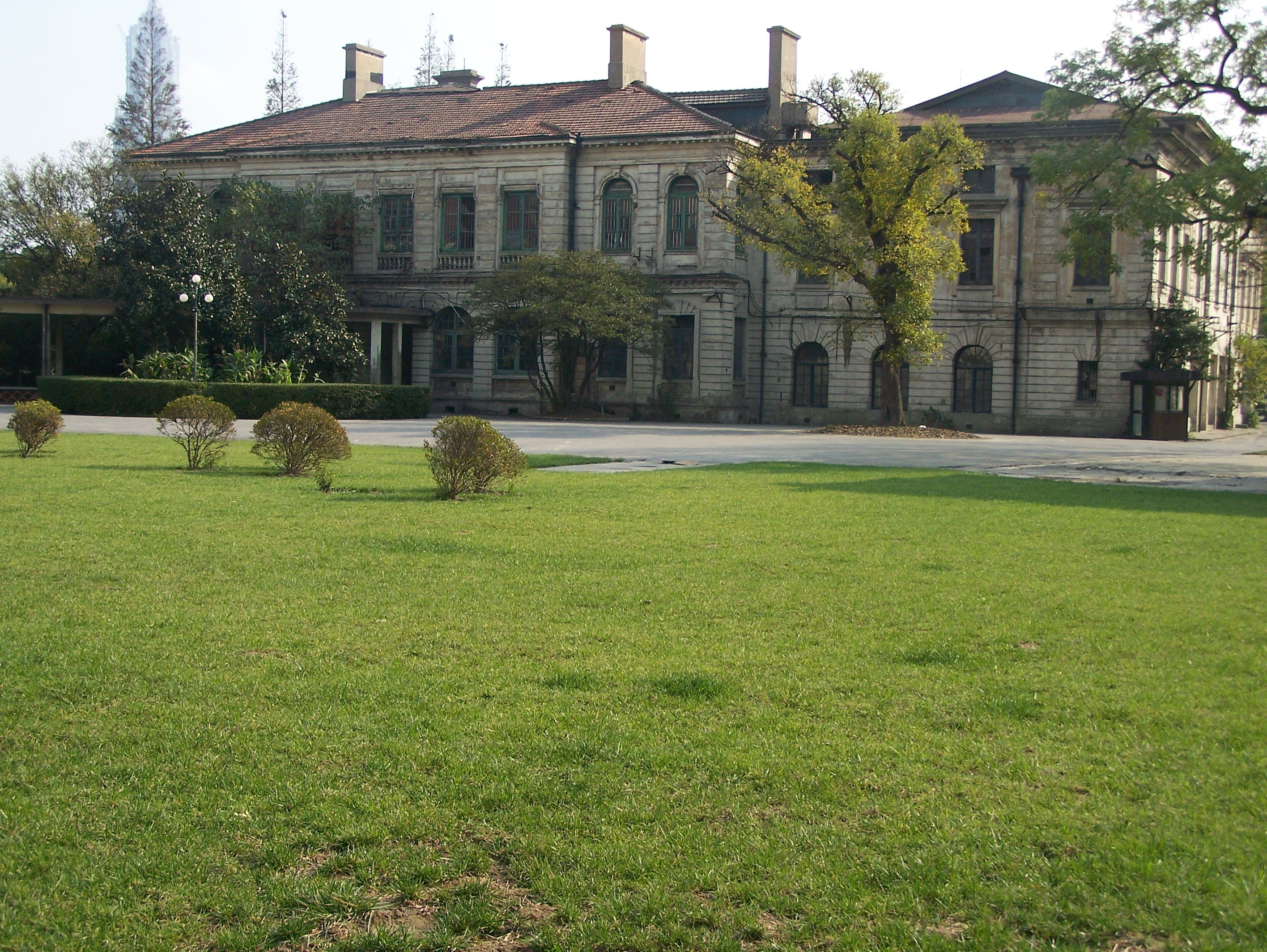
原英国领事馆

1843年，上海开埠，外国人在上海设立租界居住。设立租界后，外国人便在租界修筑道路。最初修建的一条路被简单地叫为“界路”，即今天的河南中路。之后外国人在租界修建跑马场，并在跑马场的基础上向外拓路，“马路”一词也由此而来。由于当地一些居民将跑马场误认为是花园，所以通往跑马场的一条重要的道路曾被叫作“花园弄”（Garden Lane），或“派克弄”（Park Lane），这条路就是后来的南京东路。除了“界路”“花园弄”之类的名字之外，租界的一些其他道路也被取了简单的名字，如通往教堂的，就叫“教堂街”（Church Street，今江西中路），经过苏州河桥的道路，就叫“桥路”（今四川中路）。这样的命名比较混乱，对于外国人与当地华人来说，都很难记住。此外，有时候一条路在外语与汉语里甚至还有着完全不相同的称呼，比如外国人说的“派克弄”，被上海本地人叫作“大马路”。

### 1865年公共租界
1843年，伦敦会传教士麦都思来沪，并在之后负责了道路的建设。作为汉学家的麦都思曾提出过用中国地名来为道路命名。1862年，英美双方决定联合整顿英美租界的道路名，但是英方主张用英国的名字来命名，美方则主张用美国的名字来命名，双方意见不合。同年，麦都思之子，英国领事麦华陀发表了《上海马路命名备忘录》，决定采纳麦都思的建议，不用英国名，也不用美国名，而用中国地名，解决了双方的争执。1863年，英租界与美租界正式合并为公共租界，由工部局统一管理。1865年，工部局正式对各条道路进行了命名，包括对1862年的方案进行了修改。这一批一共命名了27条道路，并且根据麦氏父子的建议，南北向的道路用省来命名，东西向道路用市来命名。所选的地名也都是外国人熟悉的地名，这些地名基本上都是他们通商所达的地方的名字。

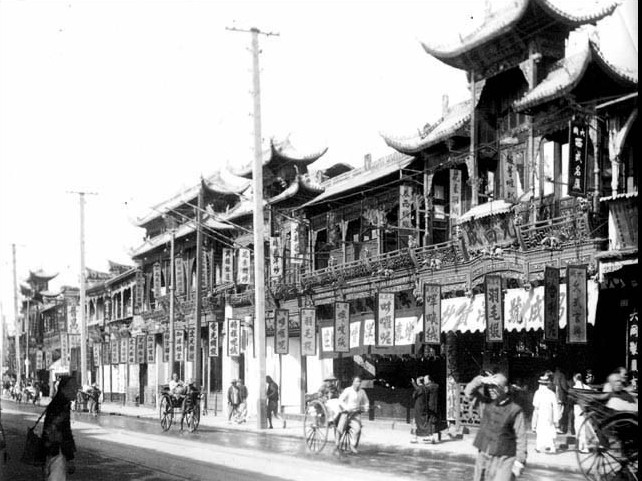
清末的南京路

比如“桥街”被命名为了“四川路”，“界路”被命名为了“河南路”，而“花园弄”被命名为了“南京路”，“领事馆路”被命名为了“北京路”。因为《南京条约》让外国人得到极大的好处，所以最重要的一条路被命名为了“南京路”，而因为北京是中国的首都，领事馆又是租界的“首都”，所以领事馆所在的路被命名为了“北京路”。
东西向的“北门路”被命名为“广东路”。这是因为當時廣州市尚未設立，西人普遍將該地稱為“Canton”（意即當時華人所稱之「廣東省城」），因此將該道路以之命名為“Canton Road”，而华人又将“Canton Road”翻译为“广东路”。因此，“广东路”实际上是以廣東省城（今广州）命名的。而苏州路因为命名渊源来自苏州河，因此亦非规则的东西向，而是南北向；台湾因为当时尚未建省，只是台湾府，所以台湾路遵循“用市命名东西向道路”的规则，而非“用省命名南北向道路”的规则，是东西向道路。
不过，当时的上海居民仍然将南京路称为“大马路”，而九江路、汉口路、福州路、广东路、北海路则分别被叫作二、三、四、五、六马路。这种称呼甚至持续到了1949年。
这次命名是首次用中国地名来为道路命名，这种命名法在上海被延续至今并且在之后还被其他城市采用。这种命名法在当时的租界不仅使得路名更好记，而且将全国各地的路名收于租界之内，强化了租界作为“国中之国”的感觉。

#### 原美租界
这一次也对之前美租界的道路的命名确立了原则。之前的美租界在虹口，这里的道路根据上海周边的地名而被命名，比如青浦路、闵行路、乍浦路、海宁路等。

### 公共租界其他路名
1865年后，外国人继续在租界筑路，甚至越过租界筑路。这些路名仍然主要是带有外国色彩的道路。有用英美人名命名的道路，如林肯路（Lincoln Avenue），有用他们的殖民地命名的道路，如慕尔鸣路（来自英属缅甸的毛淡棉），等等。
公共租界的东区主要是工厂区和华人居住区，为了更方便华人称呼路名，1915年，公共租界将21个道路名改为了以中国地名命名的名字。如“勒克诺路”改为“宁武路”等。

### 法租界

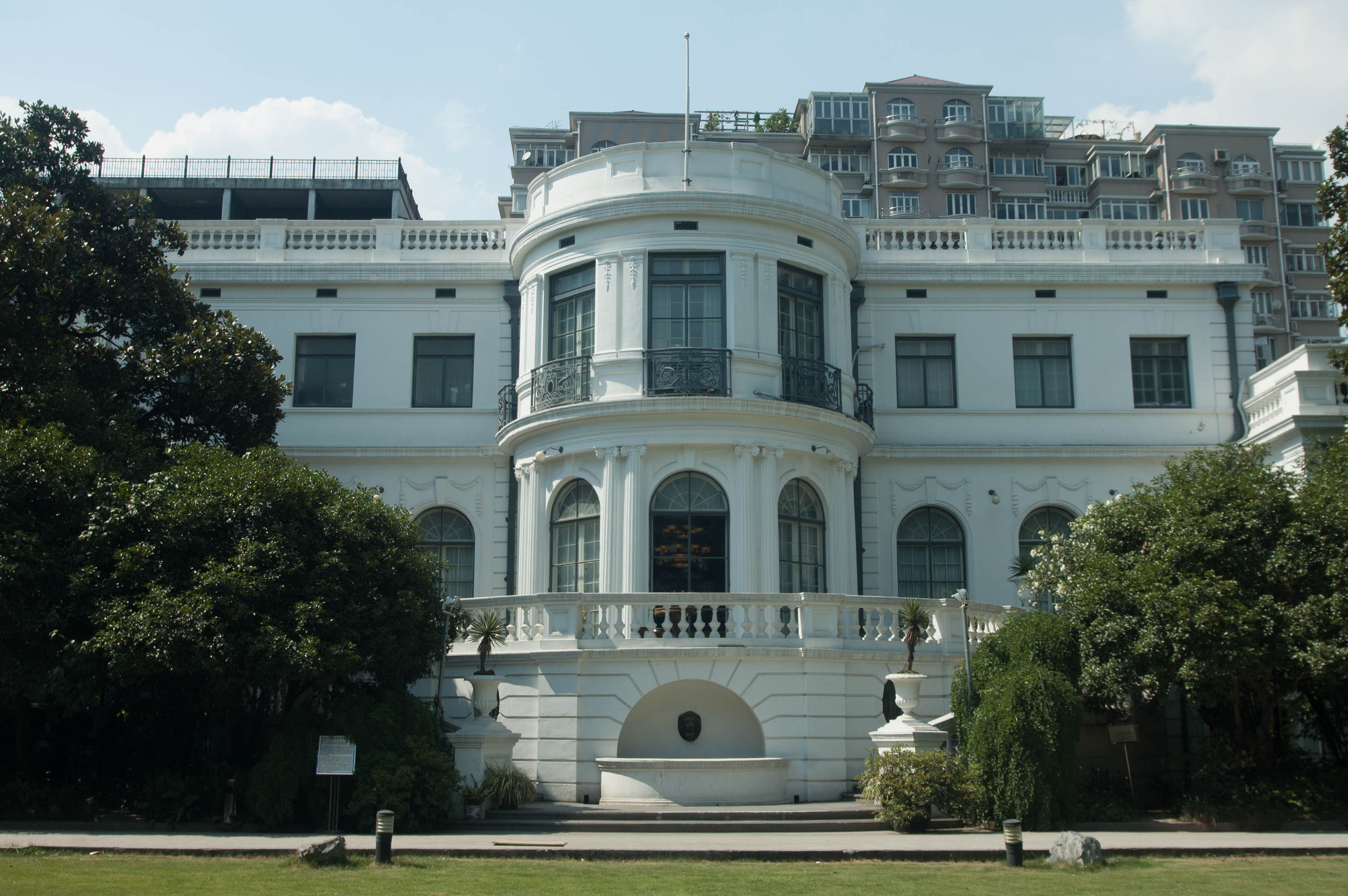
原法租界公董局府邸

上海法租界于1849年正式成立，之后几次向外扩张，甚至包括越界筑路。法租界的路名最初也是比较随便的名字，甚至带有中国特色，比如“自来火街”（今永寿路），名字来源于当地的煤气公司。
到了1899年，法租界扩张到了2135亩。面对短时间内新增的几十条道路，法国人并不愿意学公共租界用中国地名来命名。1900年，法国人曾短暂地用中国的山河来为道路命名。南北向的用山名，如嵩山路、佛山路，东西向的用河名，如吴淞江路、黄河路。之后法国人很快就发现，他们认识的中国山河名本来就不多，这些名字在法语里不仅发音困难，而且也易搞混淆。所以这个方案在实行不久后又被替换，法国人最终决定用法国人名、对租界有贡献的华人人名、其他外籍人士人名等来命名。这其中最著名的是霞飞路（Avenue Joffre，今淮海路），此外还有贝当路（今衡山路）、福煦路（今延安中路）、马斯南路（今思南路）等。

### 界路：爱多亚路
英、法租界的分界线是洋泾浜。1915年，洋泾浜被填平为道路，这条道路是在英、法双方协商后才被定了路名。双方以受法国人欢迎的英国国王爱德华七世之名将道路命名为“爱多亚路”（Avenue Eduard VII）。今为延安东路。

## 晚清
从1840年中国进入近代起，到清朝灭亡，在上海的华人地区，即“华界”，也有一些新的道路及路名产生。这些道路产生的背景或是因为清廷在上海的建设，或是因为平民士绅、商人对上海的建设。
这其中最著名的一个名字是“制造局路”。这个名字今天依然存在。它来源于李鸿章在洋务运动中创办的江南制造局。除了“制造局路”，“局门路”“龙华路”等路名也与江南制造局相关。

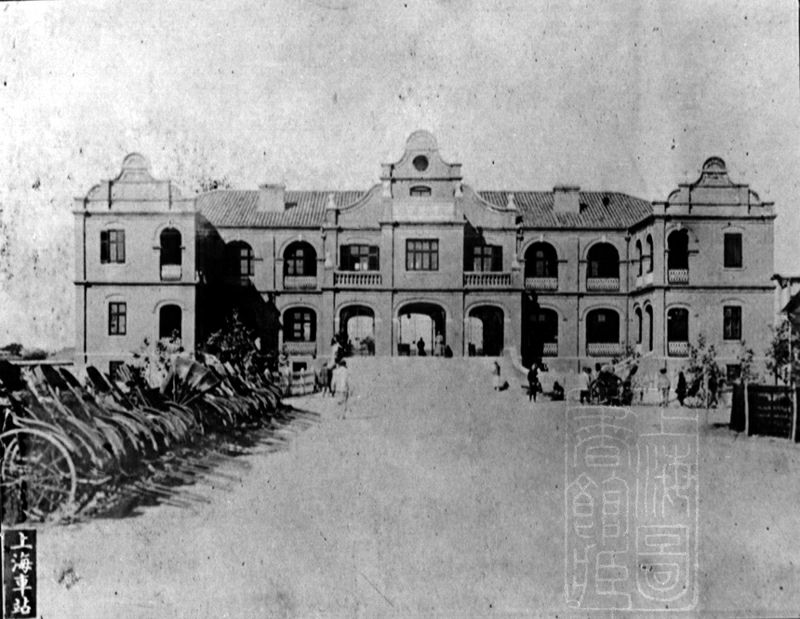
原沪杭铁路上海站前的车站路

在晚清上海的华界，因平民人士的建设而得名道路有“黄家阙路”“大兴街”“车站路”等。其中上述三条路来源于江、浙商民组建的“商办铁路有限公司”所建造的沪杭铁路上海站（后来改名为“上海南站”）。“大兴街”初名“大新街”，因被发现与公共租界的“大新街”重名而被改为“大兴街”。今天松江区的“人民南路”也是在同一时期修建的（1908年）。在沪杭铁路通车后，这条路当时被叫作“西车站路”。
晚清时，华人在上海筑路，或是为了发展中国经济、交通等，或是为了抵制租界的扩张。例如1895年，“南市马路工程总局”修筑了华界第一条近代马路——“外马路”（今中山南路）。

## 辛亥革命后至抗日战争前
辛亥革命后至抗日战争前，中国处在相对和平的时期，上海更是歌舞升平，繁华无限。这一段时期，上海的道路也得到了极大的发展，新建的各条道路也往往被给予了寄托着民族复兴、国家昌盛等愿望的名字，政治色彩明显。

### 辛亥革命刚结束后

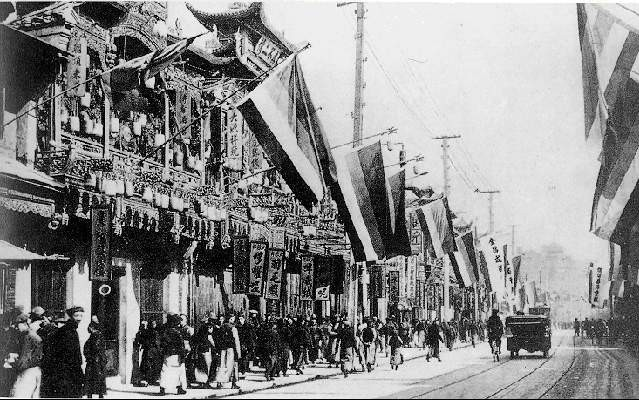
挂满象征“五族共和”的五色旗的南京路

辛亥革命刚结束后，为了体现“五族共和”的思想，上海有五条路被命名为了汉中路、满洲路、蒙古路、新疆路、西藏路，满州路即今天的晋元路。辛亥革命后，上海还修筑了一些路名带有政治色彩的道路，如人民路、共和路、大统路等。

### 一战时期
1914年，西方列强忙于第一次世界大战，中国的民族经济得到了繁荣发展，这期间上海也有多条道路被修建。这些道路许多也被赋予了寄托民族兴旺意愿的名字，如华盛路、华康路、华昌路等。

### 起讫命名
用道路起讫地点的简称来命名在很早就有了。在抗战前的和平建设时期，为了连接上海的各个地区，有许多条道路被修建，这样的道路一般用起讫命名。这种命名法令人容易辨识并且这样的路名往往被保留至今，这样的命名法也被使用至今。比如1932年修建的“上松公路”（今北松公路），起讫点是上海与松江，再比如1936年修建的吴宝路，起讫点是吴家巷与七宝。

### 大上海计划

大上海市中心行政区域平面规划图

大上海计划是国民政府在20世纪20年代末提出的一个计划。这个计划包括在上海东北部今天的五角场、江湾地区修建一系列的道路，共130多条。按照计划，道路的名字将分别以“中”“华”“民”“国”“上”“海”“市”“政”“府”等开头。截止到抗战爆发前，已有若干条道路被修建了，然而随着抗战的来临，整个计划未来得及完成。在抗战之后，国民政府也没来得及继续大上海计划。
- 主干道:三民路（今三门路）、五权路（今民星路）、世界路、大同路（今双阳路北段）
- “中”开头的路有：中原路等。
- “民”开头的路有：民约路、民彝路、民壮路等。
- “国”开头的路有：国权路、国年路、国顺路等。
- “市”开头的路有：市光路等。
- “政”开头的路有：政肃路、政修路、政化路等。
- “府”开头的路有：府前内路、府南路、府南右路等。

## 日占时期

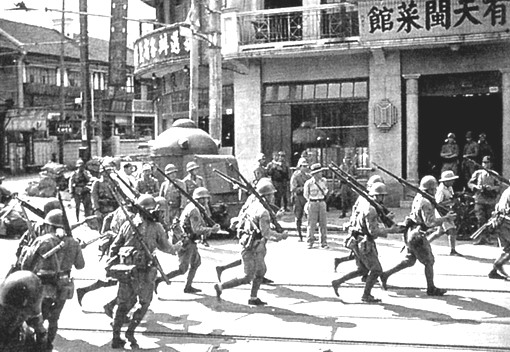
行进在汉口路上的日本海军陆战队

抗战爆发之后，日本人先是占领了上海租界以外的地区，并实行“皇民化”。在此期间，日本人也将占领地区（主要是今天的杨浦区与虹口区）的一些路名改成了极富日本特色的名字，这些路名主要来自日本人名（主要是侵华日军军官及日本政要之名）、地名及年代名。如“明治通”（今邯郸路）、“松进通”（今四平路）。
上海日占期间，日本人对占领区进行了一定程度的破坏，同时也为他们自己修建了一些道路，并取了相应的日文路名。日占区的日文路名主要是在1939年取的，此后的汪精衞政府修改了一些极富日本特色的名字，如“明治通”改为“协和路”，“松进通”改为“维新路”。
日本人也用中国人的名字来命名道路，比如用日占上海的市长傅筱庵（字宗耀）的名字将“曹真路”（曹家渡到真如）更名为“傅宗路”（今曹杨路）。
针对“大上海计划”的“中、华、民、国、上、海、市、政、府”系列路名，日本人也进行了修改，改为了“中、日、协、同、建、立、新、东、亚”9个字开头的一系列路名。比如中原路、日旭路、协睦路、同化路、建同路、立信路、新民路、东和路、亚民路等。

### 汪精卫政府接收租界

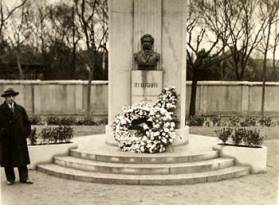
原法租界内的普希金塑像在1944年被拆除，之后两度被重建。这张照片拍摄于1937年

太平洋战争爆发后，汪精衞政府于1942年在上海成立了“中华民族反英美协会”，从事各种反英美的活动，比如反对英美思想，支持印度独立，毁坏英美塑像等。1943年，汪精衞政府正式接管了公共租界与法租界，并开始实施一系列的消除英美法影响的行动，其中就包括对240条道路的名称的更改。这些被改的名字都是带有西方色彩的，它们主要有以下几类：
- 1.以西方人名命名的道路。如“巨籁达路”（Rue Ratard）被改为了“钜鹿路”。
- 2.以西方地名（包括其殖民地）命名的道路。如“慕尔鸣路”被改为了“茂名路”。
- 3.以西方机构命名的道路。如“公馆马路”被改为了“金陵路”，“天主堂街”被改为了“天台路”，“博物馆路”被改为了“虎丘路”。

其他一些带有租界痕迹或宣扬赞颂了西方的道路也被更名，比如1904年建立的一条“界路”（Boundary Road），被更名为“天目路”（今天目东路），“大西路”（Great Western Road）被更名为“长安路”（今延安西路、延安中路、金陵西路）等。
汪精衞政府所取的新名字大多来自中国的地名，有些甚至是古老的地名，比如“会稽路”“岳阳路”等。汪精衞政府的这次改名的影响包括：
- 1.宣传了他们自己是中国的领导人；
- 2.消除了西方势力对上海在路名上的影响；
- 3.强化了用中国地名来为道路命名的特色。

汪精衞政府命名的这批路名中，方位词一般位于名字的首位。这种现象在汪精衞政府时期前就已出现，而在抗战胜利之后，蒋介石政府对汪精衞政府的路名进行修改时，又基本上将方位词都移动到了名字的中部，如“南黄陂路”在1946年被改为了“黄陂南路”。方位词移到词中，这样的路名读起来更容易上口。1949年之后的命名法，也习惯将方位词放在路名的中部。不过，也有一些方位词在首部的名字幸存了下来。例如，“霞飞路”在1943年被汪精衞政府命名为“东泰山路”，在1945年被蒋介石国民政府改为了“林森东路”与“林森中路”；“巨福路”在1943年被命名为“南迪化路”，“麦琪路”则被命名为“中迪化路”，而这两条路在1946年被改为了“迪化南路”与“迪化中路”，在今天则被叫作“乌鲁木齐南路”与“乌鲁木齐中路”；“白赛仲路”在1943年被命名为“西大兴路”，在1945年被改为了“复兴西路”；在1943年，“东百老汇路”被改为“东大名路”，“东熙华德路”被改为“东长治路”，“东汉璧礼路”被改为“东汉阳路”，“东有恒路”被改为“东余杭路”，“无锡路”被改为“南无锡路”，这五个名字都延续至今。

## 抗日战争后至中共接管上海前
抗日战争后至中國人民解放軍進駐上海前只有短暂的4年不到的时间，这期间在交通方面一个重要的变化就是车辆改为靠右行驶了。然而，由于时间短暂，这一时期路名的变化不多。
这一时期变化之一是消除日據时期带有日本色彩的路名。如“东京路”被更名为“归化路”（今昌化路，东京路其实是指越南首都河内的旧称“东京”因其英文名为Tonkin Road），“协和路”改为“魏德迈路”，“维新路”改为原来的“其美路”，“傅宗路”改为“复兴路”。

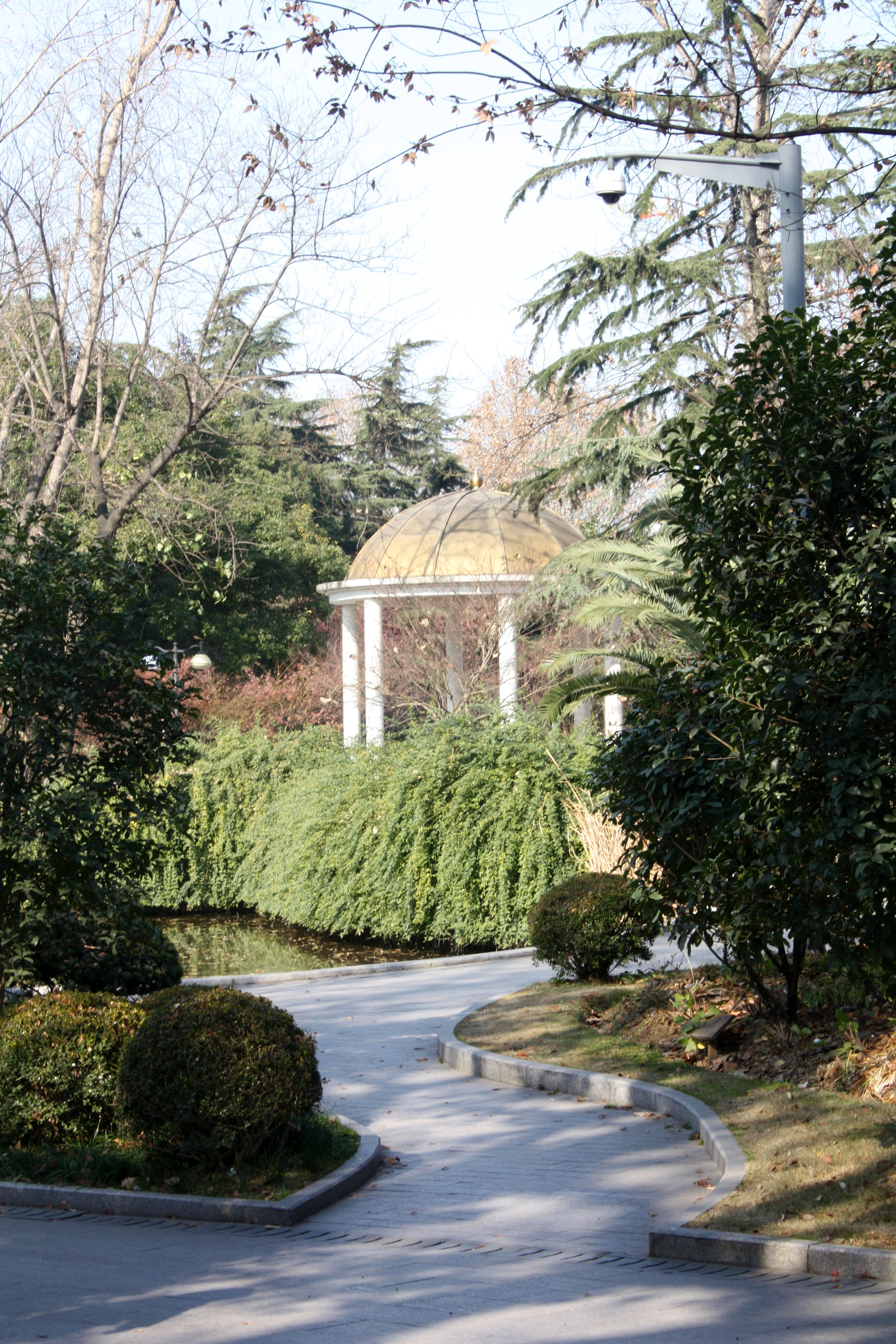
复兴中路上的复兴公园原名“大兴公园”，1946年随“大兴路”更名“复兴中路”而更名为“复兴公园”

这一时期新取的路名有一些是为了纪念抗战，表达复兴愿望的。如“魏德迈路”是为了纪念志愿抗战的美军将领魏德迈，“自忠路”是为了纪念张自忠，“一二八纪念路”是为了纪念一二八事变，以及表达复兴中华、重建国家愿望的“复兴路”、“建国路”等。
同时，抗战的胜利，也使得国民党威望提升，国民党及蒋介石也得到了拥护。因此这一时期也出现了以国民党人士的名字命名的道路。如“林森路”（今淮海路）和更为常见的“中正路”。

## 中华人民共和国建立后
中華人民共和國建立后，上海道路的命名既有新创的命名法，也有对传统命名法的传承与发扬。其中最主要的传承与发扬便是继续用中国地名来为上海道路命名。同时，在建国后的长达几十年的和平建设中，上海的路名也变得越来越规范。这样的改变一是体现在对“不规范”路名的修改上，另一则是体现在用国家标准的命名法、编号法来为上海的道路进行命名与编号。
早在1949年3月，中共在七届二中全会上规定不使用党的领导者的名字作地名、街名和企业名，因此上海的路名从没有以中共领导人姓名命名的。

### 消除前政权影响

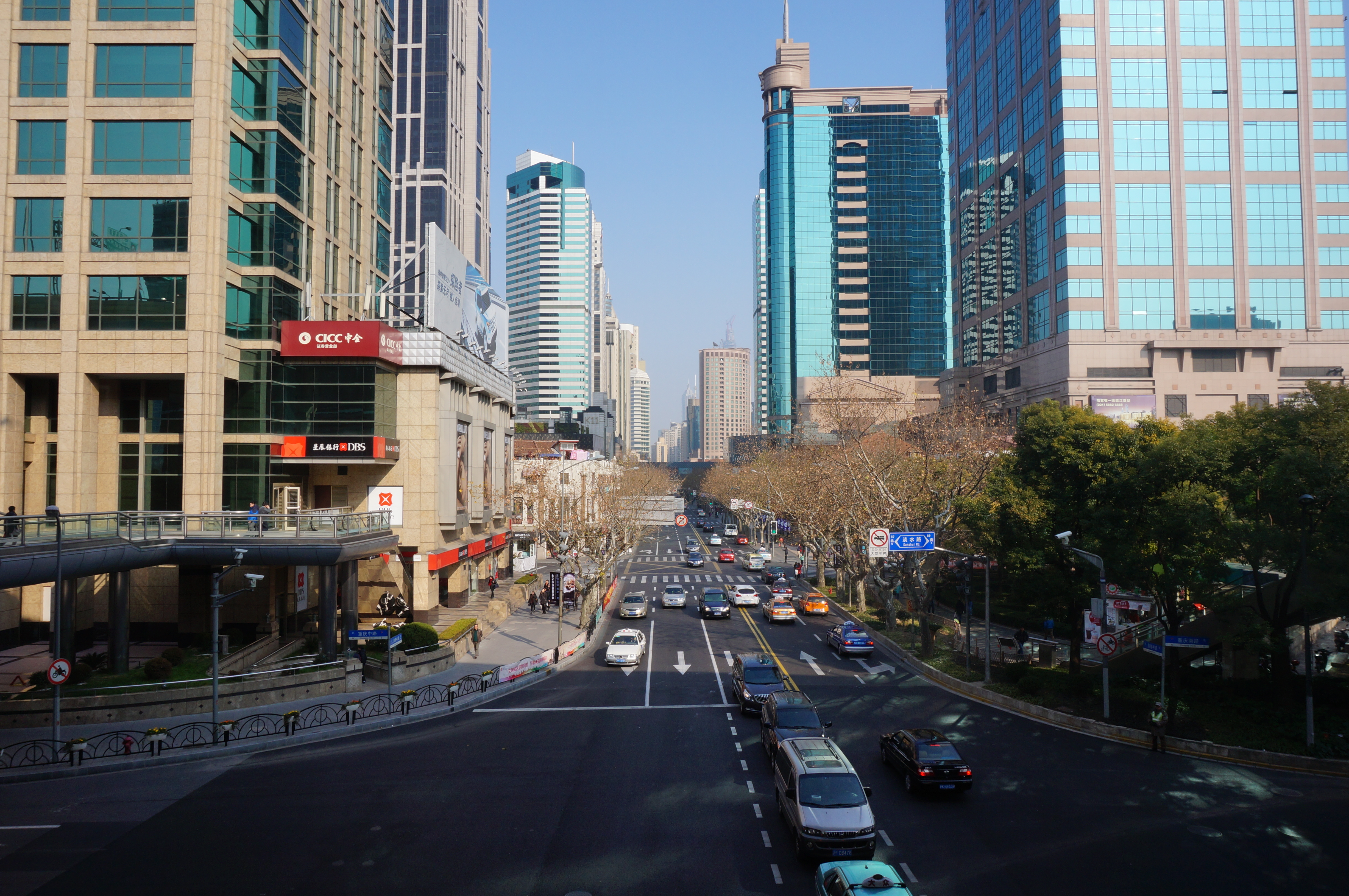
淮海中路

1949年5月，中國人民解放軍進駐上海，之后上海带有国民党色彩的路名被迅速改变。如“复兴路”先是被改为了“新马路”（1949年），之后又被改为了“曹杨路”（1950年，曹家渡到杨家桥），而“林森路”被改为了“淮海路”（1950年），以纪念淮海战役。“中正南路”被改为了“瑞金路”，“中正东、中、西路”被改为了“延安东、中、西路”，而“中正北路”被改为了“石门路”。瑞金是中共建立的中华苏维埃共和国的首都，延安则是中共在长征后建立的根据地中心，而石门是在第二次國共內戰期间，中共建立的第一个以城市为中心的政权的所在地，即今日的石家庄。

### 建国初期
建国初期，从1950年代到60年代，上海交通在和平中再次得到较快的发展。对这一时期的新路名主要有三种命名法。第一种仍然是以起讫命名，如“曹杨路”（1950年，曹家渡到杨家桥）。第二种是用当地的简称命名，这种命名法可以直接加上方位词以使得其位置一目了然，如莘庄镇的莘东路、莘西路、莘南路、莘北路、莘中路等，也可以加上其他的字来表明美好的意愿等，如颛桥镇的颛建路、颛兴路、颛盛路等，表示了“建设”与“兴盛”的意愿。另一种命名法便是从租界时期便有的用中国地名来命名的方法。
这种用地名来命名的方法在1950年代起开始再次被使用。这一次的对地名的选择更为科学。它将上海的各个区县与全国的各个省份相对应了起来，如此，人们可以单从路名便猜到这条路所在的区县。
- 徐汇区西部主要对应广西，有桂林路、钦州路等。
- 徐汇区东部主要对应湖南，有零陵路、双峰路等。
- 长宁区主要对应贵州、新疆，有遵义路、茅台路、可乐路、哈密路等。
- 普陀区大部主要对应陕西、甘肃，有子长路、志丹路等。
- 普陀区西南部主要对应原西康省，有同普路、丹巴路、泸定路等。
- 闸北区主要对应山西，有广灵路、大宁路等。
- 虹口区主要对应内蒙古，有赤峰路、腾克路等。
- 杨浦区主要对应黑龙江、吉林、辽宁，有嫩江路、大连路等。
- 闵行区主要对应云南，有普洱路、瑞丽路等。
- 宝山区主要对应黑龙江，有富锦路、铁力路等。
- 嘉定区主要对应新疆、甘肃，有塔城路、阿克苏路、张掖路等。
- 浦东新区主要对应山东，有崂山路、蓝村路等。
- 金山区主要对应广西，有象州路、蒙山路等。[31]
- 松江区主要对应青海，有玉树路、乐都路、贵德路、同德路、甘德路、贵南路等。
- 奉贤区主要对应广东，有雷州路、惠州路等。
- 崇明县主要对应东海岛屿，有一江山路、湄洲路等。

1950年代的这种命名法被保留了下来，在上海道路在之后的新增与改造中，仍然被使用。上海的这种用中国地名来为道路命名的方法在建国后也被推广到了其他城市的道路命名上。

### 随地名变化而变化
中華人民共和國成立之后，一些地名发生了变化。用这些地名命名的一些上海路名也随之而变化。如1954年，“迪化路”随迪化而变为“乌鲁木齐路”；1959年，“和阗路”随和阗而变为“和田路”；1966年，“钜鹿路”随钜鹿而变为“巨鹿路”。
然而也有一部分上海的路名未随名称来源政区的更名而更名，如打虎山路（打虎山现名大虎山)、锦西路（锦西现名葫芦岛）、宜山路（宜山现名宜州）、中甸路（中甸现名香格里拉）等。

### 文化大革命时期
“文化大革命”时，上海的交通发展被停滞，新建的道路很少。在此期间，全中国都掀起了“改名风”，不仅人名、地名被改，路名也被修改。被修改的名字绝大多数在“文革”后被还原。
今天在上海，仍然能找到一些“革命的名字”，如：红星路、红旗路、红卫路。

### 改革开放后
改革开放后，上海再次得到了快速发展。许多地区被开发，使得上海又出现了许多新的道路。那些新开发区域出现的道路在各个地区有各自的特色，而那些在老区域建立起来的道路多仍然按传统的命名法命名。

### 禁止企事业单位冠名
到了90年代，一些企业出钱购买了上海一些道路的命名权，于是上海有了一些用企业名命名的道路，如欧德力路、西门子路、夏普路等。1999年，上海市实施了新的地名管理条例及其相关规定，禁止了企事业单位用自己的名字或产品商标给道路冠名。之前那些以企业名命名的道路被重命名。
然而值得一提的是，在九亭镇，有一条以当地企业命名的道路在1999年之后竟违规存在了10年才被更名。此外，有一些以企业名命名的道路被保留至今，比如美能达路、花王路、冠生园路等。

### 修改不雅路名
中華人民共和國建立初期，也对上海的一些不雅的路名进行过修改。比如“萨珠弄”被改为了“民珠弄”。不过这样的修改在之前的历史和之后的历史中也有存在，尤其是在之后的“文革”之中，一些被红卫兵们认为不雅的路名更是会被修改。比如金山枫泾镇的“摸奶弄”在“文革”中被红卫兵改为了“人民弄”，而在“文革”结束后，弄名恢复原样，再之后，又取其谐音，改为了“莫乃弄”。
一些带有宗教色彩的路名在中華人民共和國建立后也被更改，比如“火神庙街”改为了“和顺街”。“太阳庙路”取相近的宁夏地名改为“太阳山路”，“指江庙路”取谐音的湖南地名改为“芷江路”。另外，以恶霸地主王春山命名的“春山路”也被改为了“铜山路”。

## 高架道路与高速公路

### 高架道路

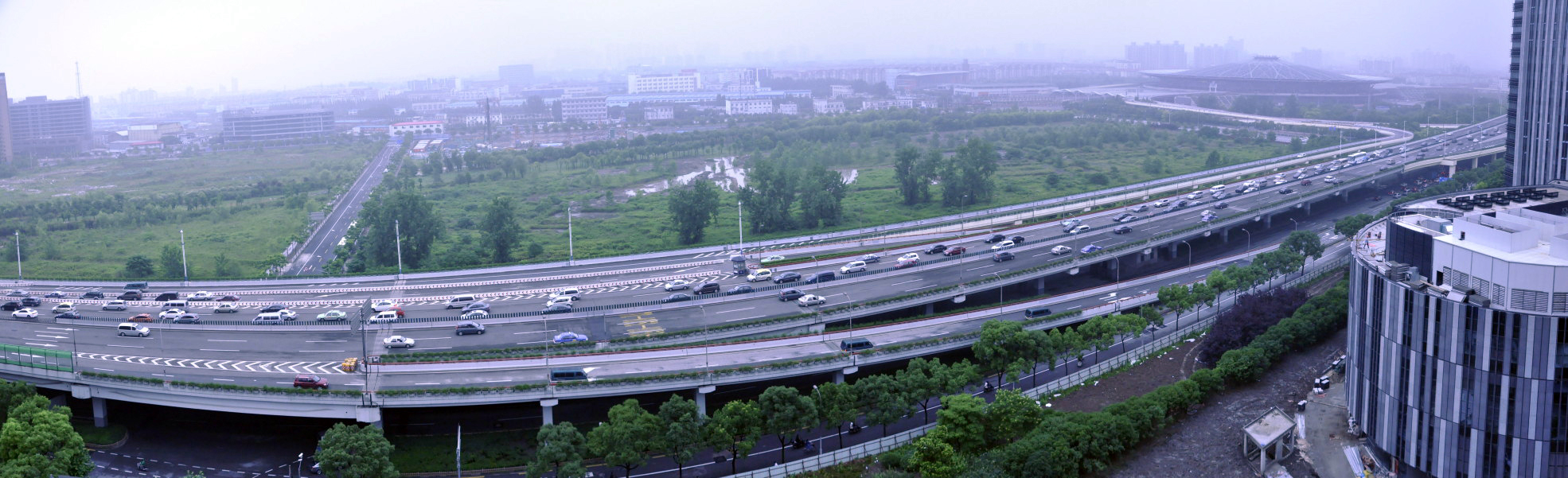
沪闵高架

上海有若干条高架道路，除了内环高架、中环高架之外，其他高架路主要是以起讫命名或以其下的主要道路命名，如南北高架的起讫点是上海的南部与北部，沪闵高架的起讫点是上海市区与闵行区，其下也正好是沪闵路，而延安高架的下面主要是延安路，崧泽高架的下面主要是崧泽大道，它原称“青虹高架路”，起讫点为青浦区到虹桥枢纽。
上海现有的高架路有些仍在延长中，而一些未来的新高架路也在建设与规划之中。

### 高速公路
目前，上海的高速公路分为国家级及省（直辖市）级，其命名与编号按照国家规定而定。
国家级的高速公路包括沪渝高速（G50）、沪蓉高速（G42）及上海绕城高速（G1503，又名“郊环线”）等，其中含有“沪”字的名字，除了“京沪高速”（G2）之外，其他都是以“沪”字开头，并且都采用起讫命名法。沈海高速（G15，沈阳至海口）不包含“沪”字，但经过了上海。
国家级高速公路在上海境内的路段也可能有与本地相关的别名或原名，比如沈海高速的上海段的一段又称“嘉金高速公路”，而另一段原名“莘奉金高速公路”，此外由于其辅助作用，沈海高速在上海又被称作“辅环”。再比如沪渝高速的上海段，在上海境内又称“沪青平高速公路”。
国家级高速公路目前按照国家规定，其编号统一以字母G开头，再附上阿拉伯数字。

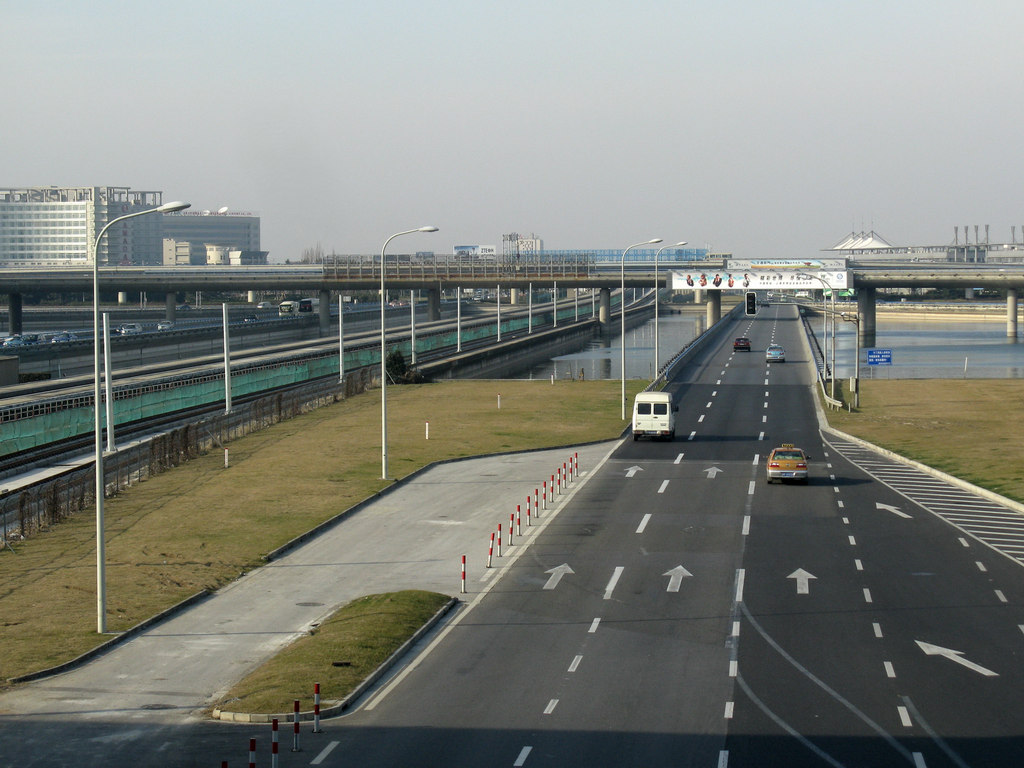
S1迎宾高速是上海的一条省级高速

因为上海是直辖市，所以省级的高速公路即市级的高速公路。上海的市级高速主要是以起讫命名，其中“沪”字表示上海市区，而“申”字表示整个上海。包含“沪”字的高速公路包括沪芦高速（S2，市区至芦潮港）、沪金高速（S4，市区至金山区）等。作为环线的市级高速是外环高速（S20），其各个路段原来被称为“环东一大道”“环东二大道”“环西一大道”“环西二大道”“环南一大道”“环南二大道”。上海的市级高速公路有的也是与外省高速连接的，如苏沪高速的上海段名为“沪常高速公路”（S26），其江苏段则在当地编号为S58，再如申嘉湖高速，在上海境内又称“浦东机场高速公路”，编号S32，在浙江境内的当地编号则为S12。
省（直辖市）级高速公路目前也按照国家规定，其编号统一以字母S开头，再附上阿拉伯数字。

#### 旧名与旧编号
1992年，交通部做出了“五纵七横”的规划，规划了12条高速路及其名称与编号。其中经过上海的包括“同三高速公路”（G010，同江市至三亚市，今沈海高速为其中一段）、“沪蓉高速公路”（原编号G055，今编号G42）、“沪瑞高速公路”（G065，上海至瑞丽市，今沪昆高速为其中一段）。2005年，交通部又做出了“国家高速公路网”的规划，废除了一些原有的名称及全部编号，使得经过上海的这些国家级高速有了如今的名称与编号。
此外，上海对市内的高速曾采用过A开头的编号。将“迎宾大道”（今S1迎宾高速）编为A1，之后按顺时针方向依次为各条高速编号，而整十数则用于环线的编号之中。此外，跨省高速公路除了有A编号外，还有相应名称。比如A1迎宾大道，通往东北部的浦东机场，而A2即今天的沪芦高速，通往东南部的芦潮港，A3即今天规划中的沪奉高速（原来也被叫作“规划五号线”），通往正南部的奉贤区，A4即今天的沪金高速，通往西南部的金山区，而A20即今天的S20外环高速，A30即今天的G1503绕城高速。2009年，A编号的道路被重新命名，成为了今天这些以G或S开头的道路，其编号与名称都有变化。比如A1变为了“S1迎宾高速”，A4变为了“S4沪金高速”，而跨省的道路“A8沪杭高速”变为了“G60沪昆高速”（其中莘庄立交至松江区一段原名“莘松高速公路”），“A9沪青平高速公路”变为了“G50沪渝高速”。

## 国道、省道、县道、乡道、村道
目前，上海的国道、省（直辖市）道、县道、乡道、村道都按国家规定，分别用G、S、X、Y、C编号。

### 国道与省道

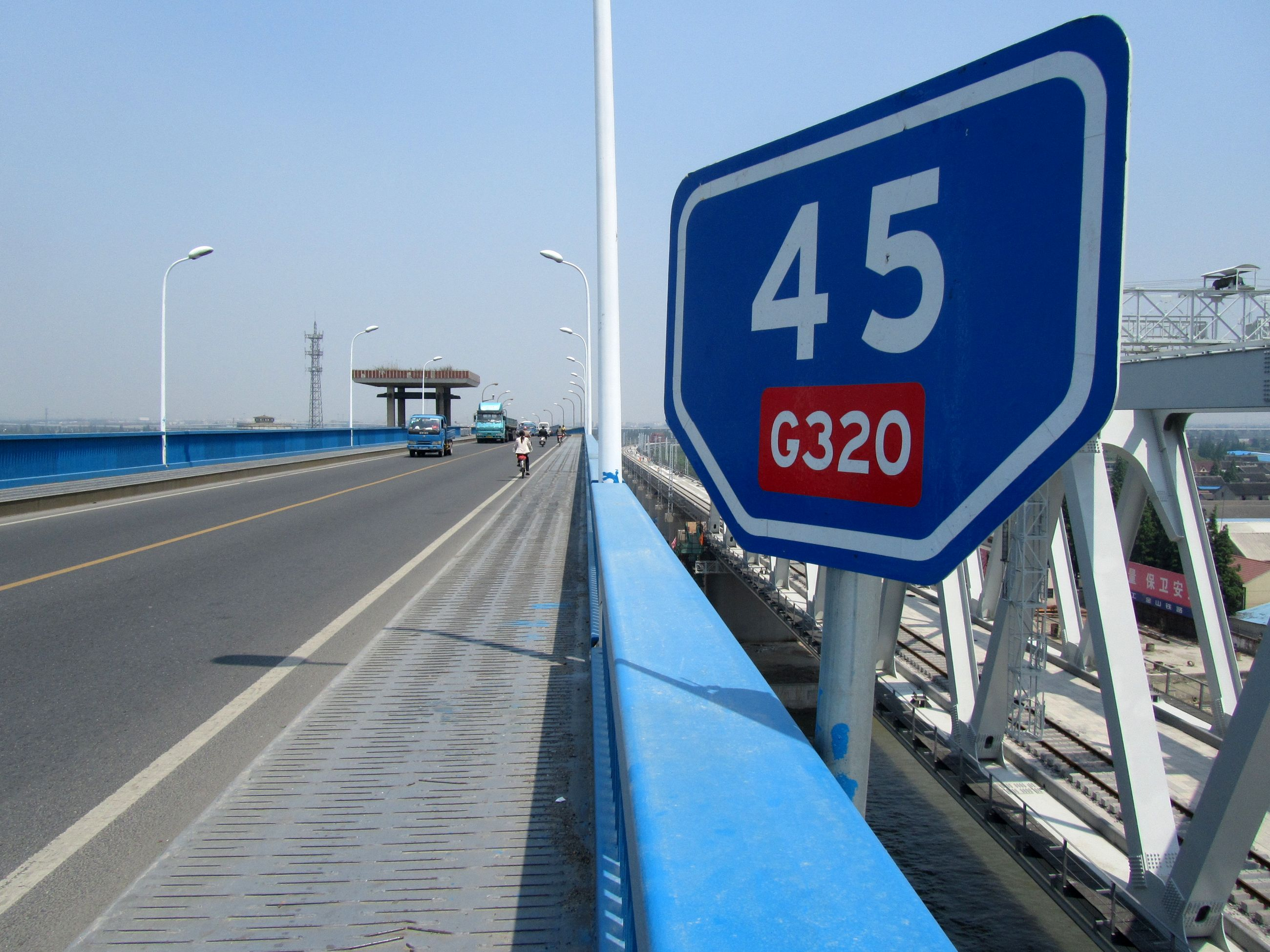
车亭公路是G320的一部分

上海的国道与省（直辖市）道有的是高速公路，有的则不是。其中除了是高速公路的国道之外，其余的国道都没有正式的名字，它们编号分别为G204、G312、G318、G320，也被叫作“204国道”“312国道”“318国道”“320国道”等。这四条国道在上海境内分别被叫作“真南路-沪宜公路”“曹安公路”“沪青平公路”及“沪闵路-北松公路-车亭公路-亭枫公路”（又叫“沪莘枫公路”）。但提到的这些道路并非所有路段都属于国道。比如“北松公路”，只有北桥到车墩镇一段属于G320。
上海的非高速公路的省道有“S124漕宝路”等（沪松公路、松卫北路、松卫南路、杭州湾大道也各是S124的一部分）。一条完整的省道，可以被叫作“××线”，并且这样的名字一般用起讫命名。比如S124又叫“沪松卫线”。

### 县道、乡道、村道
虽然上海已完成全部郊县的撤县建区，但由于上海郊区原先曾经也是县，因此在这些区也仍然能找到县道。如闵行区[原为“老闵行区”（1960-1964，1981-1992）与上海县（1292-1992）]的县道有“X211中春路”“X214七莘路”。同样地，在闵行区浦江镇[原为杜行乡（1984-1993）、陈行乡（1984-1993）与鲁汇乡（1984-1993）]也能找到乡道与村道，如“Y001苏召路”以及连接苏召路的勤劳村的“C006勤劳路”。

## 街巷
“街道”一词在今天的中国大陆可以指作为道路的“街”“道”等，也可以指一种行政区划，即“街道办事处”。这里说的“街”，指的是前者。
上海的街有“大街”与“街”，其名字来历各有特色，一般是以当地地名或当地机构、事物命名。曾经的一些“街”今天已经改为了“路”，如“自来火街”（19世纪60年代）今为“永寿路”，“典当街”（19世纪末）今为“金门路”。

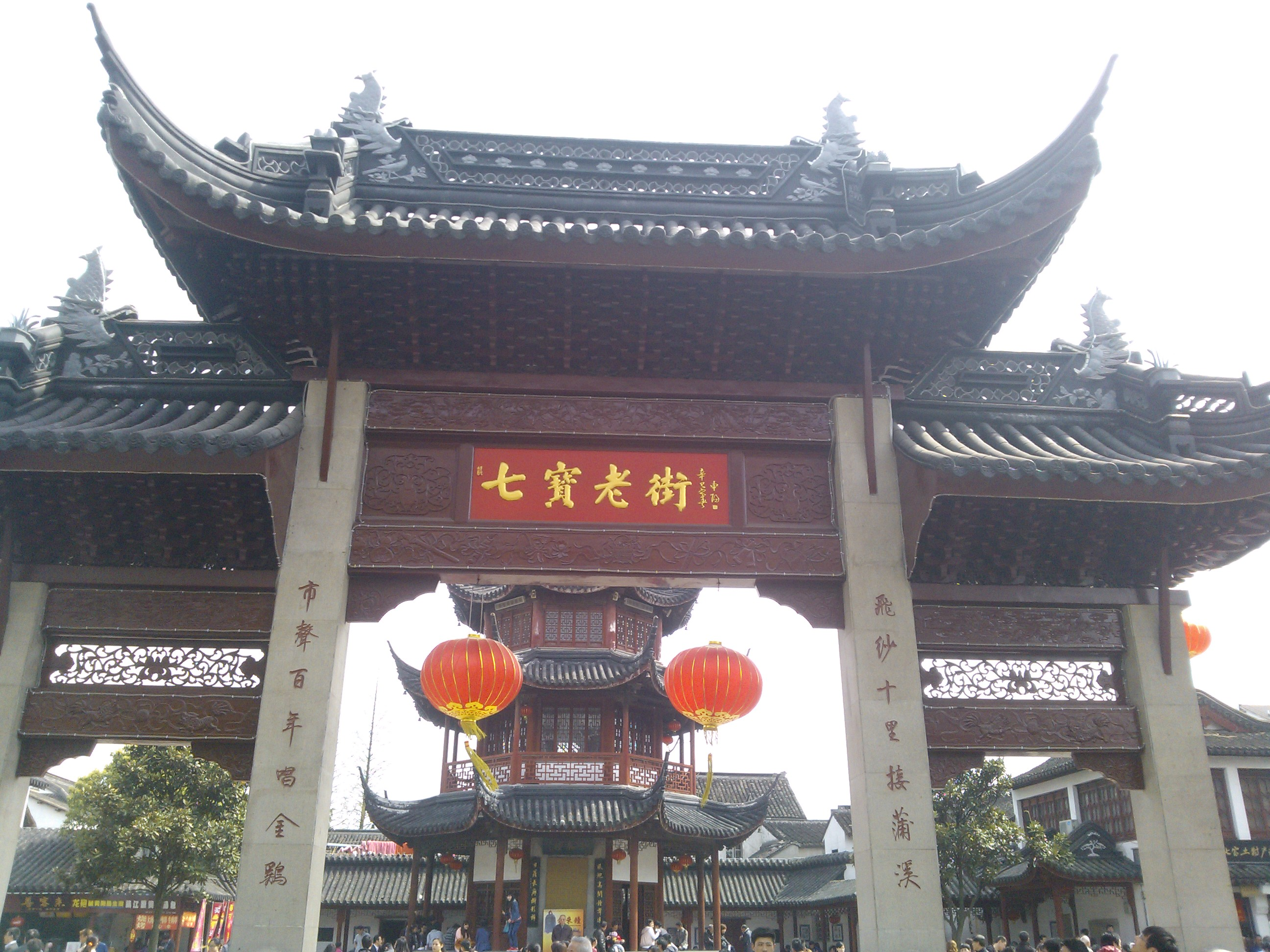
七宝老街

“老街”一词指的不一定是一条街，也可能是一个街区。“老街”是比较古老的街区，在老街能欣赏到上海过去的风貌。上海著名的老街有七宝老街等。然而老街中的路名不一定都带有“街”字，这些路名也不一定都是古老的名字。如七宝老街中的道路有“富强街”“三八路”“青年路”等。

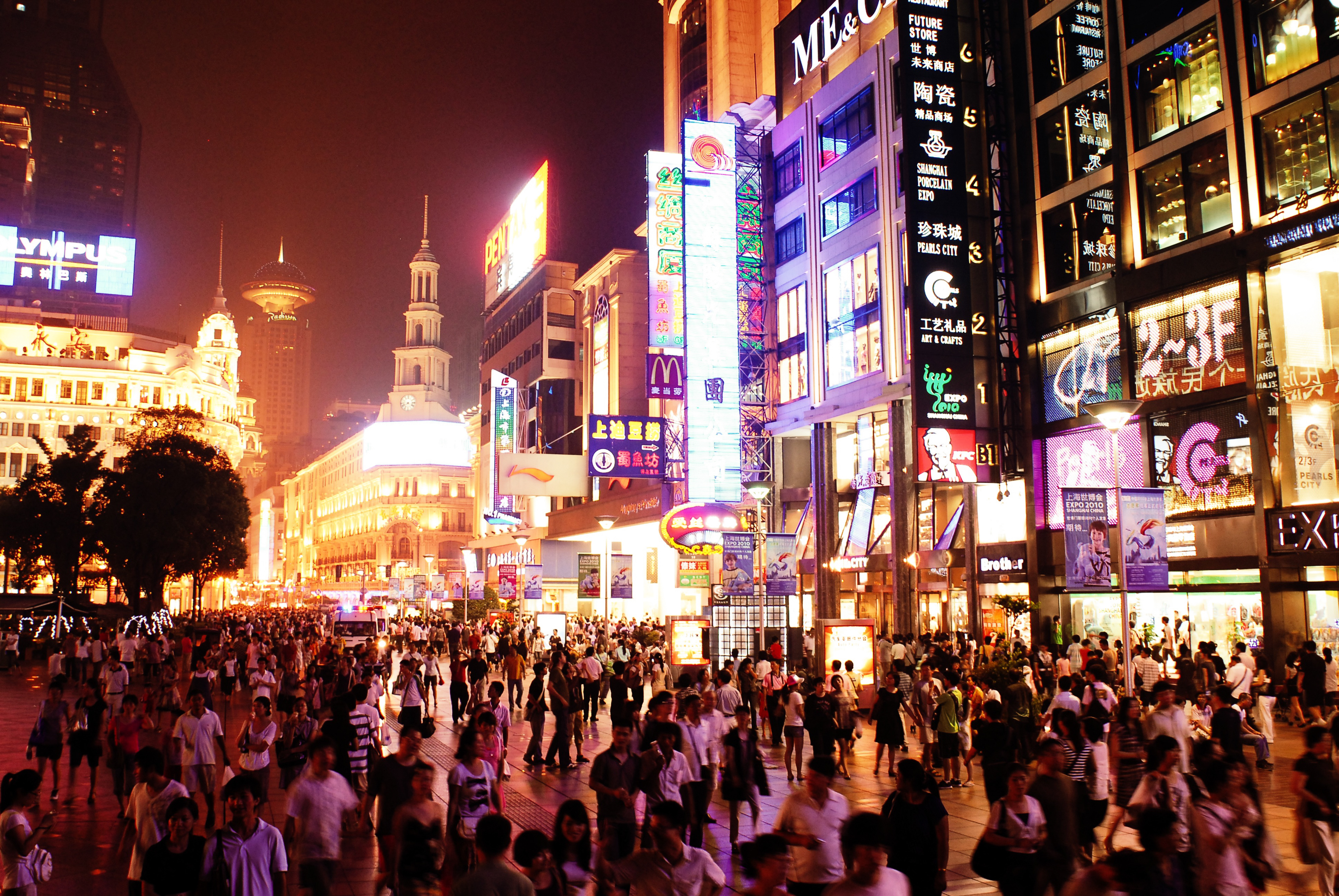
南京路步行街

上海的“步行街”一般以所在地区或道路命名，如南京东路的“南京路步行街”。一些小型步行街甚至没有正式名字。
除了“步行街”以外，其他一些道路或路段也可能会因为其商业专业特色而被叫作“（××路）××街”。如：“南京东路商业街”、“南京西路商业街”、“黄河路美食街”、“福州路文化街”、“多伦路文化名人街”等。这些街统称“商业街”。
上海的小路包括“巷”“弄”等。一些小路没有正式的名字，而有名字的小路往往名字各有特色，如松江区的“袜子弄”。更多的“弄”是以其所在的主要道路加上（主要道路的）编号命名的，比如七宝镇汇宝广场的后街，以“七莘路”命名，叫“七莘路三〇三二弄”。一些居民小区等也可能被叫作“××路××弄”。这样的命名法甚至可能出现“弄中弄”，比如“南王医马弄二十七弄”（又名“合兴坊”）。一些弄的命名或编号可能是临时性的，这样的弄的名称会在最后被加上一个“临”字，这在它们的门牌上便能看到。

## 重名

### 一路多名
无论其名字是否为正式名，有些道路至少有两个名字。这样的现象在租界时期便已存在，比如南京路又被称作“大马路”。因此，在一些路牌、地图，甚至导航仪上，一些路的多个名字会被同时标出，以方便查找。比如1932年的上海地图将南京路标注为“南京路即大马路”。然而无论如何，一条路的正式路名只能有一个，其余的别名、旧名都应被废除。

### 一名多路及同音路名

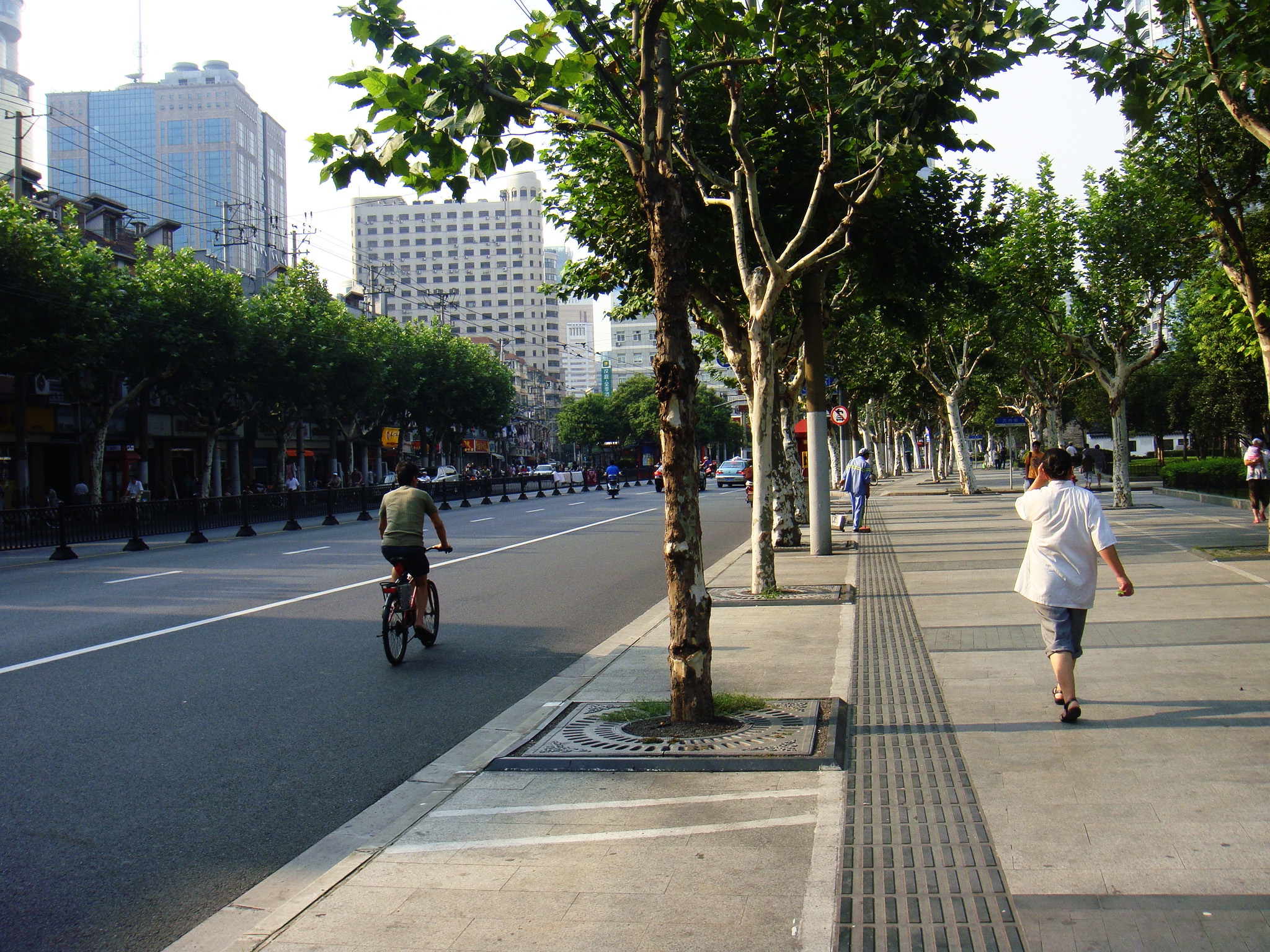
上海老城一带的“人民路”

从1949年起，上海各区县的道路名都是由各级政府的建设部门与市政部门自行命名的，这为之后的重名现象埋下了隐患。1958年，江苏省有10个县都被划给了上海，并在同时原则规定了原来的地名、路名、门牌号等都不变动，这进一步加剧了之后的重名问题。“育才路”“西街”“北街”，以及“人民路”“中山路”等，成为了常见的上海重名路名。
重名的问题会给找路、寄信等带来影响。2004年起，上海市地名管理办公室组织了各区县的地名办对全市的路名进行了调查，查出了339起重名现象，涉及到了511条道路。
重新修改路名，会对当地居民的户籍、身份证及当地的路牌、门牌号等造成影响。在这次整改中，市地名办主要采取了添加前缀的方法，比如金山区的“人民路”改为“金山人民路”等。在采取添加法时，地名办保留了市区的路名，而让郊区的路名被添上了前缀。比如黄浦区的“复兴路”保持不变，而浦东新区的“复兴路”变为了“高行村复兴路”。在不采用添加法时，地名办选择优先保留历史久、知名度高或住户多的路名，而对其他的对应路名进行修改。对于已不存在的道路，其名字则被取消。
2006年，上海市政府已完成了对838条道路的路名的整治。这一次的整治涉及到了1667块路牌，10726块门弄牌、106块交通指示牌，972块公交站牌，以及9807人的身份证。这次整治也改掉了一些名字发音在沪语中不雅的路名。如长宁区的“赤水路”与“黔西路”被改为了“林泉路”与“金钟路”。
除了重名问题以外，字不同但音同的问题也存在。同音现象影响着本地人，更影响着外籍人士。除了问路之外，从外国给上海寄信也可能因此受到影响。1999年开始执行的《上海市地名管理条例》意图在全市范围内控制重名与同音的路名。地名办还表示，“现在审批的新路名中，我们不仅不允许重名同音的路名出现，就是上海话中，听起来相似的，如现在的新华路与新沪路、新兰路与星兰路这种情况，我们也尽量避免”。到目前为止，同音的情况仍未被彻底解决。
目前，上海仍然有一些重名道路与同音路名。如松江区的同心路、中心路、花园路、桃源路、群英路、庙前街，分别在虹口区、浦东新区、虹口区、黄浦区、闵行区、青浦区也存在，闵行区七宝镇与马桥镇都有青年路；而同音的道路还有“桃源路”与“桃园路”，“大同路”与“大统路”，“向阳路”与“襄阳路”，“蓝天路”与“兰田路”，“古浪路”与“鼓浪路”，“莘建东路”与“新建东路”等。

## 外文名

### 租界时期
在旧租界时期，外国人自己在租界中修路或越界筑路，并自己为那些道路命名。因此那些道路先有正式的外文名，之后被翻译为正式的中文名。在这样的翻译中，甚至出现了“广州路”（Canton Road）被译为“广东路”的错误。
外文路名也主要分为本名与路型名。表示路型的词语有英语的Road（路）、Avenue（大道）、Lane（巷），法语的Route（路）、Rue（街）等。至于本名，主要分为三类：
- 第一类是以西方人名、地名，包括殖民地名命名的，它们的中文名往往采用旧式音译用字来音译。如Avenue Joffre（霞飞路）、Avenue Eduard VII（爱多亚路）、Edinburgh Road（忆定盘路）、Haiphong Road（海防路）。
- 第二类是“有意义”的名字，这些名字能被意译为中文。如Great Western Road（大西路）、Rue de la Observatoire（天文台路）。
- 第三类是以中国名字命名的，这些中国名字被转写为了外文。其发音主要来自“普通话”，也有一些上海本地名字按沪语发音转写，还有些外文名则是早已约定俗成的。转写的方法是用旧式的“汉语拼音”。如Nanking Road（南京路）、Honan Road（河南路）、Chekiang Road（浙江路）、Tibet Road（西藏路）、Chengtu Road（成都路）、Rue Palikao（八里桥路）、Kiaochow Road（胶州路）、Rue Ou Song Kiang（吴淞江路）、Rue Hoan Ho（黄河路）、Rue Tai Chan（泰山路）、Rue Hen Chan（衡山路）、Kiangwan Road（江湾路）、Rue de Zikawei（徐家汇路）、Rue Lokawei（卢家湾路）、Hsiazi Road（斜徐路）。“西藏路”的“西藏”用的是西方人熟悉的“Tibet”一词。

有一些道路的中文名字与外文名字缺乏直接关系。如Rue Petit（吉祥街）、Bubbling Well Road（静安寺路）。“Bubbling Well”指原见于静安寺山门外的“静安涌泉”，今不存。南京路也被当时的上海人叫作“大马路”。

### 日文路名
上海日占时期，日本人为一些道路取了日文路名，除了“兵监路”“军行路”“特务路”等之外，其余的路名几乎都带有“通”字。“通”是“通り”的简称，有“街道”的意思。

### 今日英文路名
今天在上海，大多数的路名都有正式的英文路名，并在道路指示牌上被标注出来，以方便外籍人士认路与寻路。作为“路型”的英文单词主要有Road（路，简写为Rd.）、Highway（公路）、Avenue（大道）、Street（街、大街）等。表示方位的词语用“东、西、南、北”对应的英文单词表示，也可以简写为“E、W、S、N”。

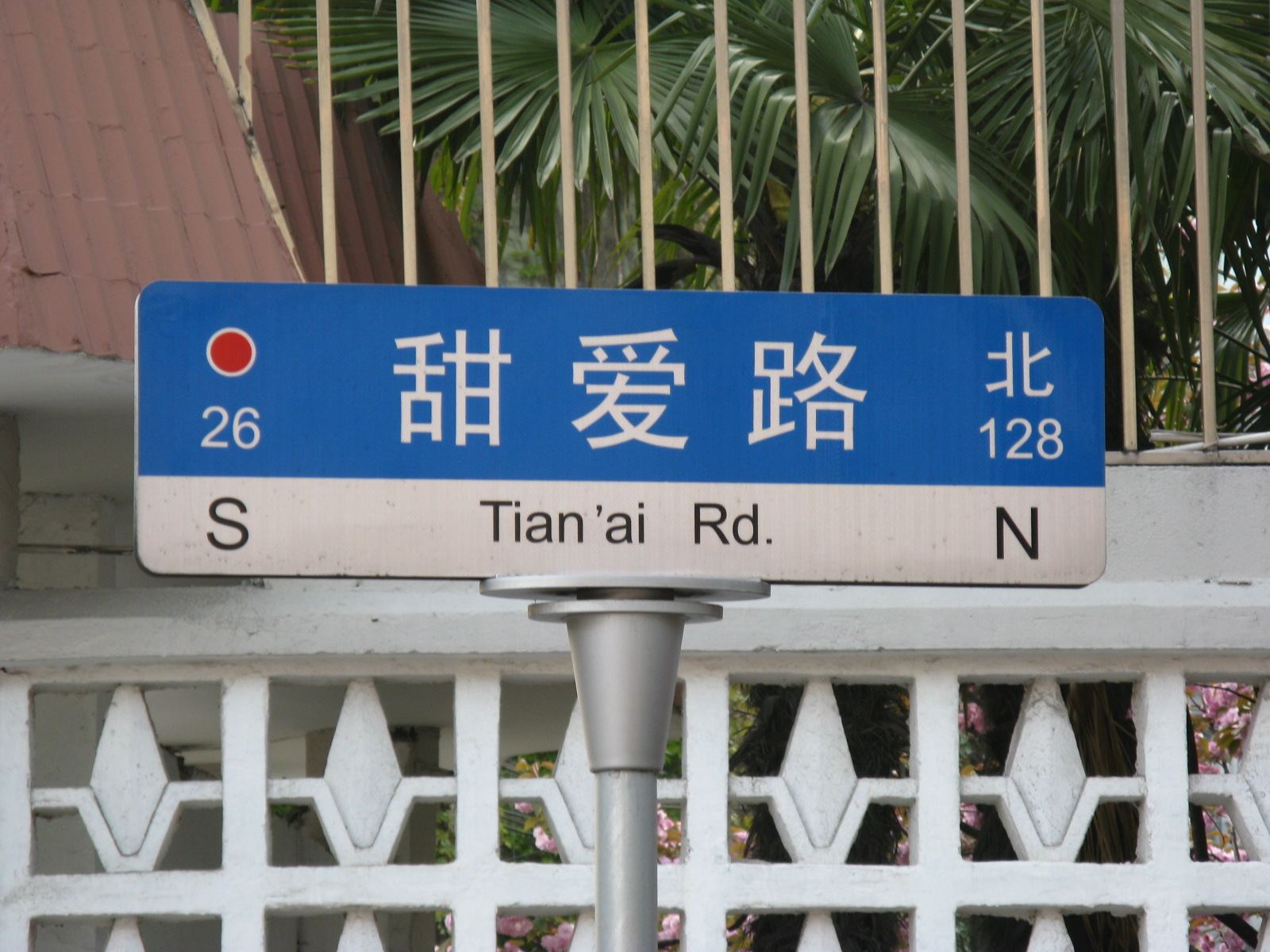
甜爱路路牌

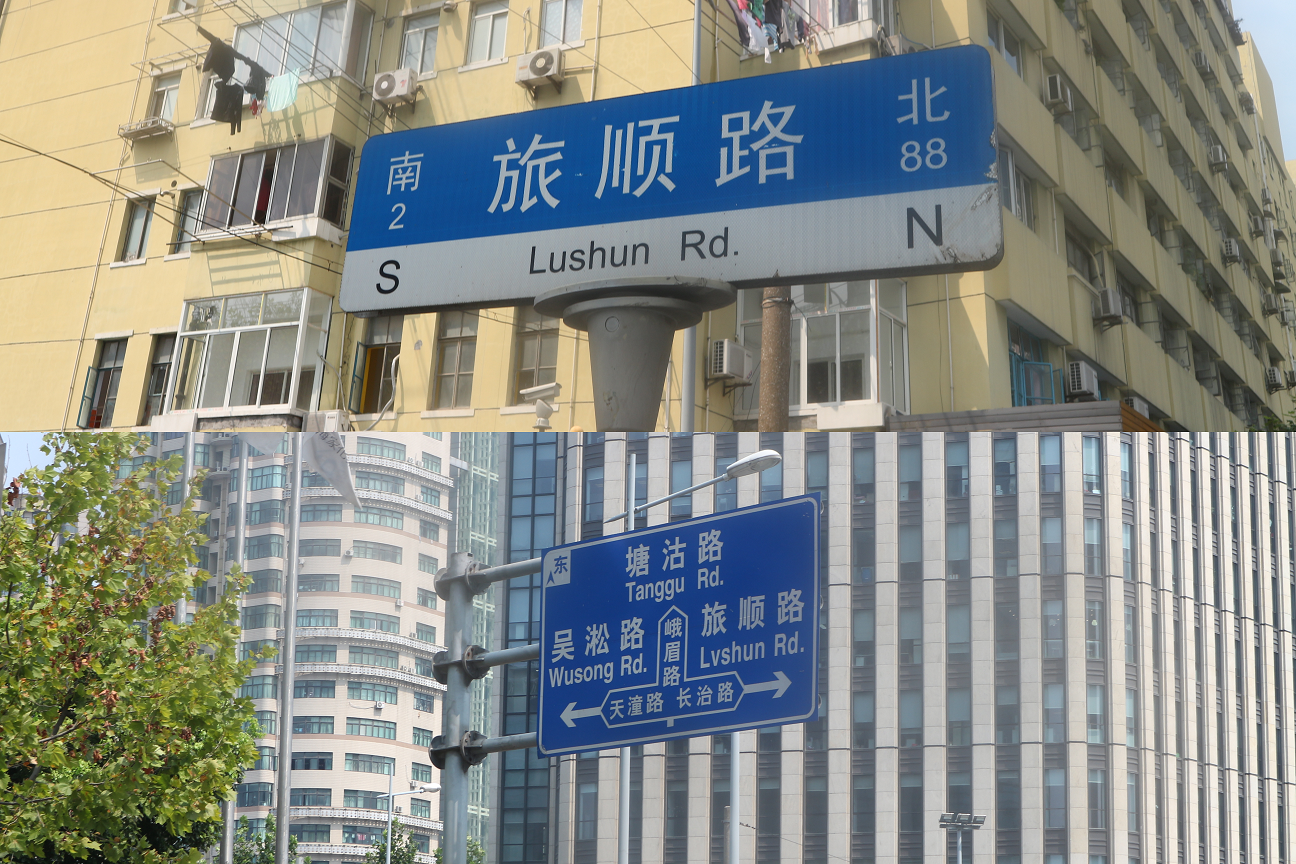
旅顺路的不同拼写，路名专用的路牌以u代ü，而路口专用的路牌以v代ü

1958年，《汉语拼音方案》正式被通过。此后，上海路名在拼写时，几乎都按汉语拼音来拼写，而不再使用旧式的拼写法。唯一不严格按照汉语拼音拼写的是“陕西路”——为了与“山西”（Shanxi）区别，“陕西”被拼写为“Shaanxi”。今天的上海路名的本名部分，几乎都是直接根据拼音转写的，即使其名字可以意译为英语，也仍然不意译。如甜爱路，译为Tian'ai Road，不译为“Sweet Love Road”；高兴路，译为Gaoxing Road，不译为“Happy Road”。此外，尽管一些名字在外文中已有约定俗成的写法了，然而在今日的上海路名中，它们仍按拼音转写。如西藏路的“西藏”，转写为“Xizang”，而不转写为“Tibet”；乌鲁木齐路的“乌鲁木齐”也转写为“Wulumuqi”，不转写为“Urumqi”；“海防路”也译为“Haifang Road”，而不按越南文转写“海防”。甚至张江高科园区内以外国科学家命名的道路英文名称也按拼音转写，如“达尔文路”译为“Daerwen Road”。
环线、高架路的英文名称多采用意译，如内环路 Inner Ring Road。常规道路中只有世纪大道的英文名称被允许采用意译（Century Avenue）。
依据《中国地名汉语拼音字母拼写规则》第9条“特殊情况可不标调”，通常拼音省略声调，但并未指明汉语拼音中的“ü”是否可以省略两点以“u”的形式呈现（如指明路名的路牌），亦有依键盘替代字母的习惯以“v”的形式呈现（如指明路口的路牌）。尽管有国家标准指明特殊场合可以用“yu”替代“ü”，但这仅限于《中国人名汉语拼音字母拼写规则》里的特殊情况，并不适用于地名。
“本名＋方位＋路型”的中文格式其英文格式一般则为“方位＋本名＋路型”。如南京东路，译为“East Nanjing Road”；中山南路，译为“South Zhongshan Road”；但西宝兴路则译为“Xibaoxing Road”。此外，南京东路这种路名也可以简写为“Nanjing Rd. (E)”。

## 沪语发音
上海人习惯按古音来读一些路名，如“海防路”，被读作“海‘旁’（pang）路”等。由于“文白异读”，同一个字在不同的路名中可能有不同的读法。如“大马路”的“大”，根据口语发“度”（dhu）的音，以至于这条路在英文中被译写为“To Maloo”；而“大统路”的“大”则要根据书面语发音，仍然读作“大”（dha）。

## 上海各地区特色路名
上海的一些较大机构与社区，其内部及周边地区可能会出现与之相关的路名。这些名字有些是正式名称，有些则仅通用于其内部。比如复旦大学有光华大道、相伯路、登辉环路等，而上海交大闵行校区有南洋东、西、南、北路、宣怀大道、元培路、学森路、龙坡路等，都是与它们自己相关的名字。再比如泰晤士小镇内的道路，有维多利亚大街（Victoria Street）、切尔西大街（Chelsea Street）、牛津街（Oxford Street）等英伦风的名字，突显其英式古典城镇主题。这些“机构路名”与“社区路名”在此不一一列出。
上海还有许多地区的一些路名是以当地简称加其他字命名的，如：莘东路、莘西路、颛建路、颛兴路等。有的还能连成一个短语，如嘉前路、嘉程路、嘉美路、嘉好路，航安路、航全路、航飞路、航行路，御山路、御青路、御水路、御秀路，川大路、川展路、川宏路、川图路。这些路名在此也不一一列出。

### 杨浦区

#### 新江湾城
新江湾城地区道路命名承袭了“大上海计划”中的“国”、“政”两个路名词头。东西向道路以“国”开头，南北向道路以“政”开头，如国帆路、国浩路、政和路、政悦路。

### 长宁区

#### 古北新区
古北新区的路名多以珠宝命名。如：红宝石路、蓝宝石路、玛瑙路。

### 普陀区

#### 曹杨新村
曹杨新村地区的路名来自含植物名称的中国地名。如：梅岭路、兰溪路、枫桥路、枣阳路、杨柳青路等。

#### 桃浦新村
桃浦新村地区的路名也主要与植物有关。如：雪松路、水杉路、郁李路。

### 闵行区

#### 龙柏新村
龙柏新村于20世纪90年代被开发，道路用“带颜色的”植物命名。如：紫藤路、红松路、黄桦路、青杉路、白樟路、兰竹路等。

#### 莘庄工业区
莘庄工业区开发于1995年，一些路体现了“春申特色”，一些路则与“金银”有关，寄托了求富的愿望。如：申南路、申北路、申旺路、申富路、春中路、中春路等，以及鑫都路、金都路、银都路、贵都路等。

#### 浦江世博家园
浦江镇的世博家园开发于2002年，南北向道路以“浦”命名，东西向则以“江”命名。如浦驰路、浦申南路、浦星公路，以及江月路、江文路、江园路等。

#### 虹桥枢纽
虹桥枢纽的路名分为“申”“虹”两个系列。“申×路”为南北向，用各地地名命名，“×虹路”为东西向，也用各地地名命名，且都是长三角地名。如：申滨路、申长路、申贵路，名字分别来自哈尔滨、长春、贵阳；再比如：宁虹路、锡虹路、甬虹路，名字分别来自南京、无锡、宁波。这些“×虹路”在虹桥枢纽从北向南的排列顺序与它们所对应的长三角地区在中国地图上从北向南的排列顺序基本上是相同的。比如宁虹路在锡虹路之北，而锡虹路在甬虹路之北，同时南京也在无锡之北，而无锡也在宁波之北。

### 浦东新区

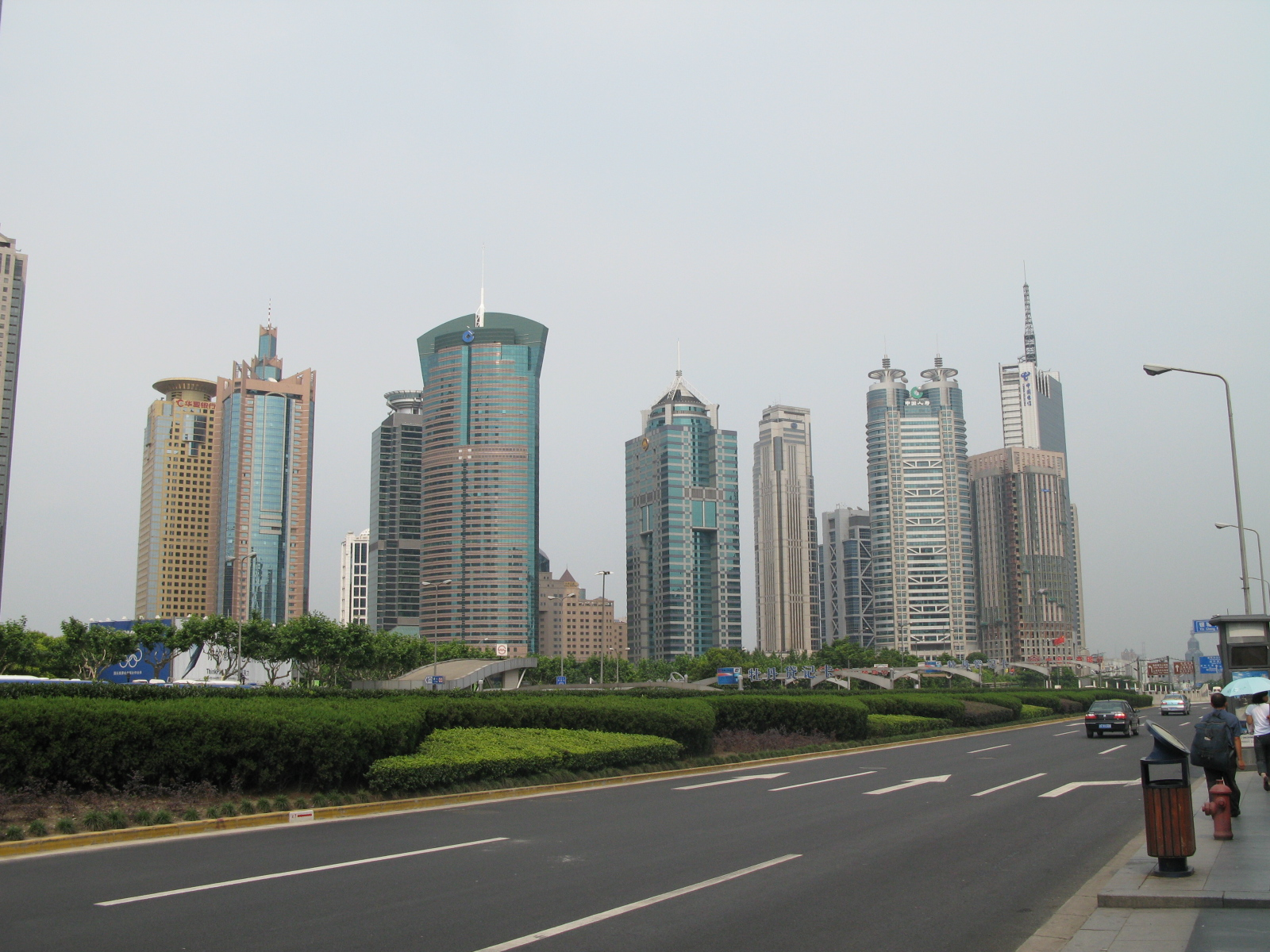
浦东新区的世纪大道

浦东地区在20世纪末被大力开发，一些道路被取了有着时代特色的、豪气的路名，如世纪大道、五洲大道等。

#### 张江高科技园区
张江高科技园区用科学家的名字来为一些道路命名，南北向为外国科学家，东西向为中国科学家。如：爱迪生路、达尔文路、牛顿路，以及毕升路、蔡伦路、华佗路等。
该地区的住宅区的道路则以植物命名。如：青桐路、香楠路、紫竹路等。
此外，还有四条道路以四季命名：芳春路（南北向）、盛夏路（南北向）、金秋路（东西向）、银冬路（东西向）。

#### 金桥出口加工区
金桥出口加工区的路名分为“金”“桥”两个系列。“金×路”为南北向，用各地地名命名，“×桥路”为东西向，也用各地地名命名。如：金湘路、金豫路、金皖路、金粤路、金穗路，以及浙桥路、云桥路、桂桥路等。

#### 外高桥保税区
外高桥保税区的路名主要用国家（或地区）加城市（或次级地区）命名。如：日京路、菲拉路、新兰路、港九路，名字分别来自日本与东京、菲律宾与马尼拉、新西兰与奥克兰，以及香港与九龙。有些路名则是用国家加植物命名。如加枫路、日樱北路、芬菊路、朝鹃路等。
该地区的住宅区的四条路分别叫：春晖路、夏碧路、秋霞路，和冬融路。

#### 浦东国际机场
浦东国际机场的一些道路用全国各地机场的名字来命名。如：龙嘉路、硕放路、香格里拉路。

#### 花木地区
花木地区的路名以“花木”命名，并且基本上遵循了“横花纵木”的规律，即东西向的道路用花来命名，南北向的则用树木、灌木等来命名。如东西向：含笑路、牡丹路、樱花路；南北向：合欢路、金松路、海桐路、石楠路等。

#### 碧云国际社区
碧云国际社区一带的路名也用“带颜色的”植物命名。如：黑松路、白桦路、蓝桉路等。

#### 曹路镇
曹路镇有大量路名以“民”字开头。如：民光路、民同路、民民路。

#### 康桥镇
康桥镇的道路多以“康”命名，其中有9条南北向的道路采用了数字的谐音来命名。它们是：康凌路、康意路、康安路、康杉路、康士路、康梧路、康柳路、康溪路、康巴路。

#### 临港新城
临港新城一带的路名也以植物命名。如：云鹃路、山兰路、水芸路。

### 松江区

#### 松江大学城
松江大学城的一些道路南北向用“龙”命名，东西向用“文”命名。如：龙源路、龙腾路、龙城路，以及文汇路、文翔路、文诚路等。